# Jules Verne
Vous lisez un « bon article » labellisé en 2018.
Pour les articles homonymes, voir Jules Verne (homonymie) et Verne.
Jules Verne, né le 8 février 1828 à Nantes et mort le 24 mars 1905 à Amiens, est un écrivain français dont l'œuvre est, pour la plus grande partie, constituée de romans d'aventures évoquant les progrès scientifiques du XIXe siècle.

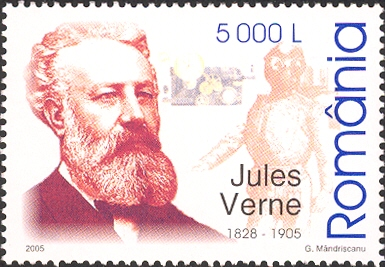

Bien qu'il ait d'abord écrit des pièces de théâtre, Verne ne rencontre le succès qu'en 1863 lorsque paraît, chez l'éditeur Pierre-Jules Hetzel (1814-1886), son premier roman, Cinq Semaines en ballon. Celui-ci connaît un très grand succès, y compris à l'étranger. À partir des Aventures du capitaine Hatteras, ses romans entreront dans le cadre des Voyages extraordinaires, qui comptent 62 romans et 18 nouvelles, parfois publiés en feuilleton dans le Magasin d'éducation et de récréation, revue destinée à la jeunesse, ou dans des périodiques destinés aux adultes comme Le Temps ou le Journal des débats.
Les romans de Jules Verne, toujours très documentés, se déroulent généralement au cours de la seconde moitié du XIXe siècle. Ils prennent en compte les technologies de l'époque — Les Enfants du capitaine Grant (1868), Le Tour du monde en quatre-vingts jours (1873), Michel Strogoff (1876), L'Étoile du Sud (1884), etc. — mais aussi d'autres non encore maîtrisées ou plus fantaisistes — De la Terre à la Lune (1865), Vingt Mille Lieues sous les mers (1870), Robur-le-Conquérant (1886), etc.
Outre ses romans, on lui doit de nombreuses pièces de théâtre, des nouvelles, des récits autobiographiques, des poésies, des chansons et des études scientifiques, artistiques et littéraires. Son œuvre a connu de multiples adaptations cinématographiques et télévisuelles depuis l'origine du cinéma ainsi qu'en bande dessinée, au théâtre, à l'opéra, en musique ou en jeu vidéo.
L'œuvre de Jules Verne est universelle ; selon l’Index Translationum, avec un total de 4 751 traductions, il vient au deuxième rang des auteurs les plus traduits en langues étrangères après Agatha Christie et devant William Shakespeare. Il est ainsi, en 2011, l'auteur de langue française le plus traduit dans le monde. L'année 2005 en France a été déclarée « année Jules Verne », à l'occasion du centenaire de la mort de l'écrivain.

## Biographie

### Jeunesse

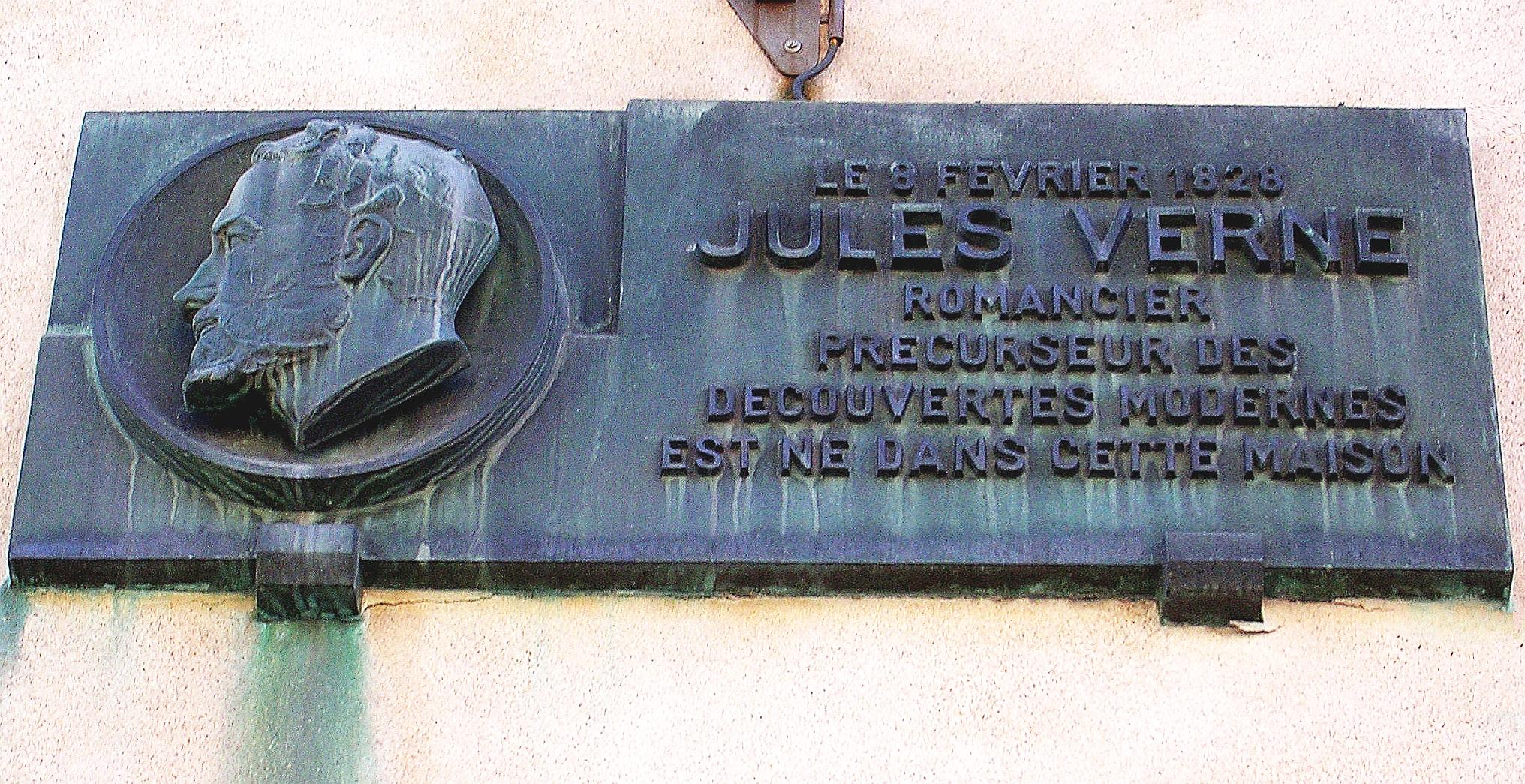
Plaque apposée sur la maison natale de Jules Verne cours Olivier de Clisson à Nantes.

Jules Gabriel Verne naît au 4 de la rue Olivier-de-Clisson, à l'angle de la rue Kervégan sur l'île Feydeau à Nantes, au domicile de sa grand-mère maternelle, Sophie Marie Adélaïde-Julienne Allotte de La Fuÿe (née Guillochet de La Perrière),. Il est le fils de Pierre Verne, avoué, originaire de Provins, et de Sophie Allotte de La Fuÿe, issue d'une famille nantaise de navigateurs et d'armateurs, d'ascendance écossaise. Jules est l'aîné d'une fratrie de cinq enfants, comprenant son frère Paul (1829-1897), qui sera marin, mais aussi écrivain, et trois sœurs, Anne dite Anna (épouse du Crest de Villeneuve), née en 1836, Mathilde (épouse Fleury), née en 1839, et Marie (épouse Guillon, mère de Claude Guillon-Verne), née en 1842. En 1829, les Verne s'installent au no 2 quai Jean-Bart (à une centaine de mètres du lieu de naissance de leur fils aîné), où naissent Paul, Anna et Mathilde. En 1840, la famille connaît un nouveau déménagement dans un immeuble imposant au 6, rue Jean-Jacques-Rousseau, proche du port, où naît Marie.
En 1834, à l'âge de six ans, il est mis en pension dans une institution tenue par une certaine Mme Sambin, veuve putative d'un capitaine de cap-hornier.
Il entre avec son frère au collège Saint-Stanislas, un établissement religieux conforme à l'esprit très catholique de son père (d'une façon générale, le lycée Royal n'a pas bonne réputation dans la bourgeoisie nantaise), en octobre 1837. On y trouve quelques traces de ses premiers succès scolaires, dont voici le palmarès :
- en septième : 1er accessit de mémoire, 2e accessit de géographie ;
- en sixième : 1er accessit de thème grec, 2e accessit de version grecque, 3e accessit de géographie ;
- en cinquième : 1er accessit de version latine.

De plus, plusieurs accessits de musique vocale montrent son goût pour cette matière, goût qu'il conservera toute sa vie.
De 1844 à 1846, Jules Verne est pensionnaire au petit séminaire de Saint-Donatien (bâtiments occupés par l'actuel lycée professionnel Daniel-Brottier à Bouguenais),, où il accomplit la quatrième, la troisième et la seconde. Son frère le suit, en pension comme lui. Dans son roman inachevé Un prêtre en 1839, Jules Verne décrit ce petit séminaire de façon peu élogieuse.
Pierre Verne achète à Chantenay, en 1838, une villa pour les vacances, toujours existante au 29 bis, rue des Réformes, face à l'église Saint-Martin de Chantenay, (le musée Jules-Verne, situé également à Chantenay, est installé dans un bâtiment sans relation à la famille Verne). Toute la famille aime à se retrouver dans cette maison de campagne.
Les vacances de Jules Verne se passent également à Brains (à 20 km au sud-ouest de Nantes), dans la propriété que son grand-oncle Prudent Allotte de la Fuÿe a achetée en 1827/1828 au lieu-dit « La Guerche ». Prudent Allotte de la Fuÿe est un ancien armateur, « vieil original, célibataire autoritaire et non conformiste », qui a beaucoup voyagé avant de revenir s'installer au pays natal. Il est maire de Brains de 1828 à 1837. Le jeune garçon aime à faire d'interminables parties de jeu de l'oie avec le vieux bourlingueur.

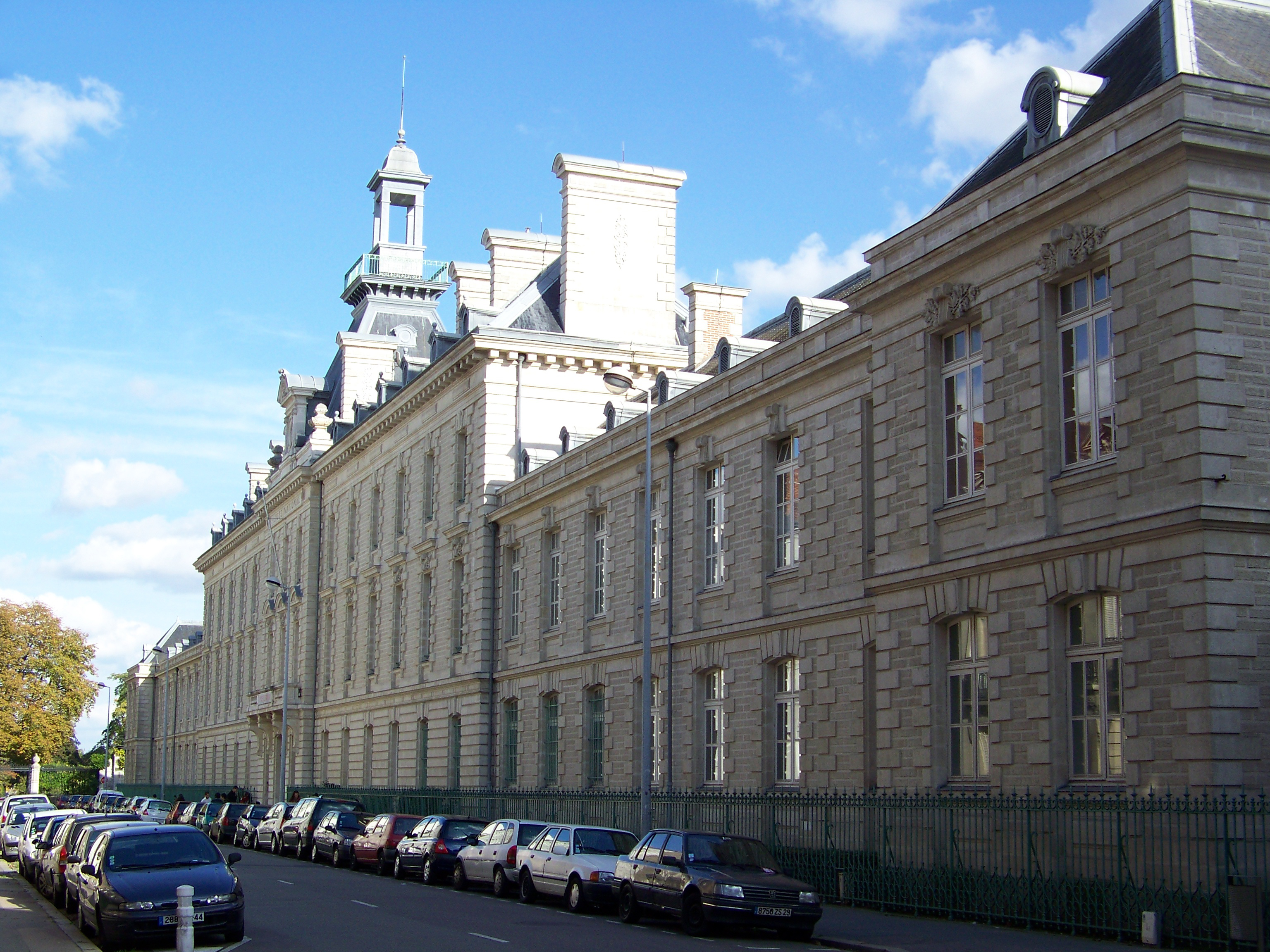
Lycée Royal de Nantes (actuellement lycée Georges-Clemenceau) où Jules Verne étudia.

Une légende veut qu'en 1839, à l'âge de onze ans, le petit Jules ait tenté de s'embarquer sur un long-courrier en partance pour les Indes, en qualité de mousse. Son père l'aurait récupéré in extremis à Paimbœuf. Jules Verne aurait avoué avoir voulu partir pour rapporter un collier de corail à sa cousine, Caroline Tronson, dont il était amoureux. Rudement tancé par son père, il aurait promis de ne plus voyager qu'en rêve. Ce n'est qu'une légende enjolivée par l'imagination familiale car, dans ses Souvenirs d'enfance et de jeunesse, il raconte qu'il est monté à bord d'un voilier, l'a exploré, a tourné le gouvernail, etc., ce en l'absence d'un gardien, ce qui lui vaut la réprobation du capitaine.
De 1844 à 1846, Jules et Paul étudient au lycée Royal de Nantes (actuellement lycée Clemenceau). Jules Verne fréquente en compagnie de ses camarades le Cercle des externes du collège Royal, qui se tient dans la librairie du Père Bodin, place du Pilori. Après avoir terminé les classes de rhétorique et philosophie, il passe les épreuves du baccalauréat à Rennes et reçoit la mention « assez bien », le 29 juillet 1846.
En 1847, il est envoyé à Paris par son père, prioritairement pour suivre ses études, mais aussi peut-être parce qu'on voulait ainsi l'éloigner de Nantes. En effet, Caroline Tronson (1826-1902), sa cousine dont il est épris, doit se marier le 27 avril de la même année avec Émile Dezaunay, un homme de quarante ans originaire de Besançon. Jules Verne en conçoit une amertume profonde au point d'écrire à sa mère, six ans plus tard, lorsque cette dernière lui demande de les accueillir à Paris : « Je serai aussi aimable que le comporte mon caractère biscornu, avec les nommés Dezaunay ; enfin sa femme va donc entrevoir Paris ; il paraît qu'elle est un peu moins enceinte que d'habitude, puisqu'elle se permet cette excursion antigestative ». Caroline Tronson, après son mariage avec Dezaunay, aura cinq enfants.

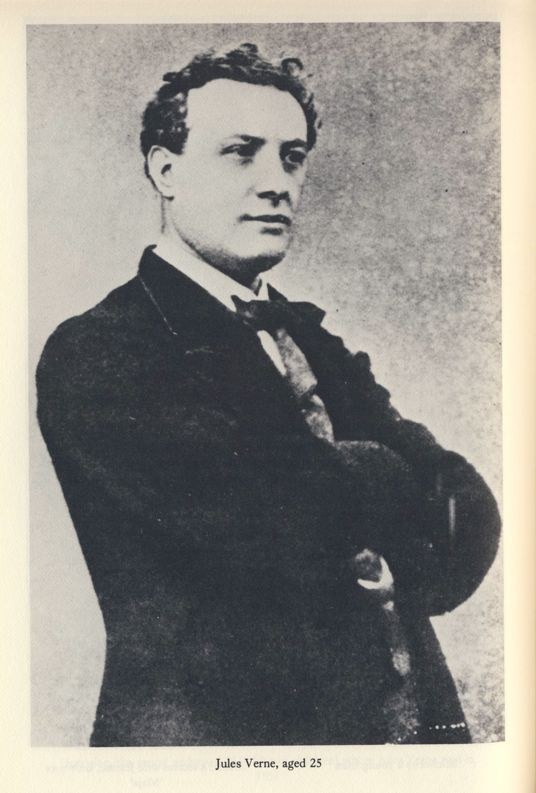
Portrait de Jules Verne à 25 ans

Après un court séjour à Paris, où il passe ses examens de première année de droit, il revient à Nantes pour préparer avec l'aide de son père la deuxième année. C'est à cette époque qu'il fait la connaissance de Rose Herminie Arnault de La Grossetière, née en 1827, pour laquelle il va éprouver une violente passion. Son premier cahier de poésie contient de nombreuses allusions à la jeune femme, notamment Acrostiche ou La Fille de l'air. L'amour a peut-être été un moment partagé mais aucune source ne vient corroborer la chose. Les parents d'Herminie voient d'un mauvais œil leur fille se marier à un jeune étudiant dont l'avenir n'est pas encore assuré. Ils la destinent à Armand Terrien de la Haye, un riche propriétaire de dix ans son aîné. Le mariage a lieu le 19 juillet 1848. Jules Verne est fou de rage. Il écrit de Paris à sa mère une lettre hallucinante, sans doute composée dans un état de semi-ébriété. Sous couvert d'un songe, il crie sa douleur du mariage d'Herminie en un récit de vengeance de noces maudites : « La mariée était vêtue de blanc, gracieux symbole de l'âme candide de son fiancé ; le marié était vêtu de noir, allusion mystique à la couleur de l'âme de sa fiancée ! » ou « La fiancée était froide, et comme une étrange idée d'anciens (sic) amours passait en elle ». Cet amour avorté va marquer à jamais l'auteur et son œuvre, dans laquelle on trouvera un nombre important de jeunes filles mariées contre leur gré (Gérande dans Maître Zacharius ou l'Horloger qui avait perdu son âme, Sava dans Mathias Sandorf, Ellen dans Une ville flottante, etc.) au point que Christian Chelebourg parle du « complexe d'Herminie » pour les Voyages extraordinaires. L'écrivain gardera également une rancune à l'encontre de sa ville natale et de la société nantaise, qu'il pourfendra dans certaines poésies, notamment La Sixième Ville de France et Madame C…, une violente diatribe visant sans doute une des commères de la ville.

### Étudiant à Paris
En juillet 1848, Jules Verne quitte définitivement Nantes pour Paris. Son père l'envoie poursuivre ses études de droit, en espérant qu'il lui succédera un jour. À cette date, il travaille sur un roman qui restera inachevé, et qui sera par erreur publié par les Éditions du Cherche-Midi en 1992 sous le titre Un prêtre en 1839, mauvaise lecture du manuscrit qui porte en 1835, des pièces de théâtre dont deux tragédies en vers, Alexandre VI et La Conspiration des poudres, et des poèmes. Alors qu'en 1847, il avait été accueilli par sa grand-tante Charuel au no 2 de la rue Thérèse, près de la butte Saint-Roch, en 1848, il obtient de son père de pouvoir louer un appartement meublé, qu'il partage avec Édouard Bonamy, un autre étudiant originaire de Nantes, dans un immeuble situé au 24, rue de l'Ancienne-Comédie, donnant sur la place de l'Odéon.

Paris vit alors une période révolutionnaire (voir Révolution française de 1848). En février, le roi Louis-Philippe a été renversé et s'est enfui ; le 24 février, a été établi le gouvernement provisoire de la Deuxième République. Les manifestations se succèdent et le climat social est tendu. En juin, les barricades se dressent de nouveau dans Paris (voir Journées de Juin) ; le gouvernement envoie le général Cavaignac écraser l'insurrection. Fin juin, quand le futur écrivain arrive dans la capitale, Cavaignac vient de former un gouvernement qui durera jusqu'à la fin de l'année. Verne écrit à ses parents : 

« Je vois que vous avez toujours des craintes en province ; vous avez beaucoup plus peur que nous n'avons à Paris... J'ai parcouru les divers points de l'émeute, rues Saint-Jacques, Saint-Martin, Saint-Antoine, le Petit Pont, la Belle Jardinière ; j'ai vu les maisons criblées de balles et trouées de boulets. Dans la longueur de ces rues, on peut suivre la trace des boulets qui brisaient et écorniflaient balcons, enseignes, corniches sur leur passage ; c'est un spectacle affreux, et qui néanmoins rend encore plus incompréhensibles ces assauts dans les rues ! »

Le 3 août, Jules Verne passe avec succès son examen d'entrée en deuxième année de droit. Lorsqu'Édouard Bonamy quitte Paris pour retourner à Nantes vers la fin de l'année, il obtient une chambre pour lui seul, dans la même maison.
Son oncle Chateaubourg l'introduit dans les salons littéraires. Il fréquente celui de Mme de Barrère, amie de sa mère, et de Mme Mariani. Tout en continuant ses études, il écrit de nombreuses pièces qui resteront pour la plupart inédites jusqu'en 1991 avant d'être publiées, pour certaines, de manière confidentielle dans les trois volumes des Manuscrits nantais et connaîtront une publication grand public en 2006 aux Éditions du Cherche-Midi sous le titre Jules Verne : Théâtre inédit.
Jules Verne dévore les drames de Victor Hugo, d'Alexandre Dumas, d'Alfred de Vigny, les comédies d'Alfred de Musset, mais il avoue une préférence pour deux classiques : Molière et Shakespeare.
L'influence la plus fortement exercée à cette époque sur le jeune écrivain est celle de Victor Hugo. Verne raconte à Robert H. Sherard : « J'étais au plus haut point sous l'influence de Victor Hugo, très passionné par la lecture et la relecture de ses œuvres. À l'époque, je pouvais réciter par cœur des pages entières de Notre-Dame de Paris, mais c'étaient ses pièces de théâtre qui m'ont le plus influencé, et c'est sous cette influence qu'à l'âge de dix-sept ans, j'ai écrit un certain nombre de tragédies et de comédies, sans compter les romans »,.
Durant cette période, les lettres de Jules Verne à ses parents concernent essentiellement ses dépenses et l'argent dont il a besoin. Cependant, au mois de mars 1849, un autre événement inquiète le jeune étudiant : « Ma chère maman, le choléra est donc définitivement à Paris, et je ne sais quelles terreurs de malade imaginaire me poursuivent continuellement ! Ce monstre s'est grossi pour moi de toutes les inventions les plus chimériques d'une imagination fort étendue à cet endroit-là ! ». Au même moment, Jules Verne doit se soumettre à la conscription, mais est épargné par le tirage au sort. Il écrit à son père :

« Tu as toujours l'air attristé au sujet de mon tirage au sort, et du peu d'inquiétude qu'il m'aurait causé ! Tu dois pourtant savoir, mon cher papa, quel cas je fais de l'art militaire, ces domestiques en grande ou petite livrée, dont l'asservissement, les habitudes et les mots techniques qui les désignent les rabaissent au plus bas état de la servitude. Il faut parfois avoir fait abnégation complète de la dignité d'homme pour remplir de pareilles fonctions ; ces officiers et leur poste préposés à la garde de Napoléon, de Marrast, que sais-je ! - Quelle noble vie ! Quels grands et généreux sentiments doivent éclore dans ces cœurs abrutis pour la plupart ! - Prétendent-ils se relever par le courage, par la bravoure ! Mots en l'air que tout cela ! Il n'y a ni courage, ni bravoure à se battre quand on ne peut pas faire autrement ? Et me cite-t-on un haut fait d'armes accompli dans des circonstances, chacun sait qu'il y en a les 19/20 à mettre sur le compte de l'emportement, la folie, l'ivresse du moment ! Ce ne sont plus des hommes qui agissent, ce sont des bêtes furieuses, excitées par la fougue de leurs instincts. Et en tout cas, vînt-on me montrer le sang-froid le plus calme, la tranquillité la plus surprenante dans l'accomplissement de ces hauts faits que l'on paye d'une croix, je répondrai que l'on n'est généralement pas sur terre pour risquer sa vie ou arracher celle des autres, et qu'en fait de condition, j'en connais de plus honorables et de plus relevées. »

Ce violent pamphlet contre l'armée n'est pas seulement une réaction de jeunesse. Toute sa vie, Jules Verne professera des idées antimilitaristes, non seulement dans ses lettres, mais aussi dans ses romans où il expose son dégoût de la guerre, à commencer par son premier roman, lorsque le Victoria survole deux peuplades aux prises au cours d'un combat sanguinaire :

« - Ce sont de vilains bonshommes ! dit Joe. Après cela, s'ils avaient un uniforme, ils seraient comme tous les guerriers du monde.
… Fuyons au plus tôt ce spectacle repoussant ! Si les grands capitaines pouvaient dominer ainsi le théâtre de leurs exploits, ils finiraient peut-être par perdre le goût du sang et des conquêtes ! »

Mais cet antimilitarisme sera entaché par des idées ambiguës après la guerre de 1870 et les événements de la Commune, surtout au moment de l'affaire Dreyfus, et de nombreux héros verniens seront des militaires. Ainsi Face au drapeau (1896) incarne-t-il l'état d'esprit militariste et revanchard en France, juste avant que n'éclate l'affaire Dreyfus, et L'Invasion de la mer (1905) montrera un Jules Verne, à la fin de sa vie, militariste, colonialiste et impérialiste.
À l'hiver 1851, pressé par son père de devenir avocat, il s'inscrit au barreau de Paris et doit entrer chez le jurisconsulte Paul Championnière, ami de Pierre Verne. Mais, le 6 avril 1851, alors que Jules Verne n'est pas encore entré à son service, Paul Championnière meurt. Verne n'exercera ainsi jamais.
Il déménage et occupe une chambre garnie dans un hôtel proche de Notre-Dame-de-Lorette, où il donne quelques leçons, ce que son père désapprouve vivement. Puis, il s'installe au sixième étage du 18, boulevard de Bonne-Nouvelle, sur le palier en face de l'appartement de son ami Aristide Hignard avant de s'installer, en face, au 11, boulevard de Bonne-Nouvelle.
Jules Verne souffre déjà de maux de ventre et d'estomac. L'entéralgie vernienne provient peut-être de troubles gastriques héréditaires, mais surtout d'une précoce boulimie, sans doute pathologique. En 1851, il connaît sa première crise de paralysie faciale. Olivier Dumas précise ces attaques qui frapperont Verne quatre fois dans sa vie : « La paralysie faciale de Jules Verne n'est pas psychosomatique, mais due seulement à une inflammation de l'oreille moyenne dont l'œdème comprime le nerf facial correspondant. » Le médiocre chauffage du logement de l'étudiant explique la fréquence de ses refroidissements. Les causes de cette infirmité restent ignorées de l'écrivain ; « il vit dans la permanente inquiétude d'un dérèglement nerveux, aboutissant à la folie ».

### Débuts littéraires
À l'occasion de visites de salon, il entre en contact avec Alexandre Dumas par l'intermédiaire d'un chiromancien célèbre de l'époque, le chevalier Casimir d'Arpentigny,. Il se lie d'amitié avec le fils de l'écrivain et lui propose le manuscrit d'une comédie intitulée Les Pailles rompues. Les deux hommes corrigent la pièce et Dumas fils obtient de son père qu'elle soit jouée au Théâtre-Historique. Nous sommes le 13 juin 1850, Jules Verne a vingt-deux ans.
En 1851, il rencontre Pierre-Michel-François Chevalier dit Pitre-Chevalier (1812-1863). Celui-ci, breton et nantais comme Jules Verne, est directeur et rédacteur en chef de la revue Musée des familles. Verne lui soumet une nouvelle, Les Premiers Navires de la marine mexicaine qui parait dans la revue de Pitre-Chevalier en juillet 1851 et qui sera repris, mais remanié, en 1876 chez Hetzel à la suite de Michel Strogoff sous le titre Un drame au Mexique.
La même année Pitre-Chevalier accepte une deuxième nouvelle, Un voyage en ballon, qui, en 1874, prendra comme titre Un drame dans les airs, chez Hetzel.
Sans doute par l'entremise d'Alexandre Dumas fils, en 1852, Verne entre en relation avec les frères Seveste qui viennent de reprendre le Théâtre-Historique après la faillite due aux prodigalités de Dumas père. La nouvelle salle devient le Théâtre-Lyrique. Jules Seveste, le nouveau directeur, engage comme secrétaire Verne, qui ne touche d'abord pas de salaire avant d'être rémunéré à hauteur de 100 F. En revanche, il peut faire jouer ses pièces, la plupart écrites en collaboration avec Michel Carré.
En janvier 1852, il prend sa décision et refuse la charge d'avoué que son père lui propose. « Je me bornerai à voir si je ferais bien de prendre ta charge, au point de vue moral et matériel. […] D'un autre côté, je commence à bien me connaître ; ces coups de tête contre lesquels tu cherches à me prémunir, je les ferais, tôt ou tard ; j'en suis certain ; la carrière qui me conviendrait le plus, ce serait celle que je poursuis ; […] si je ne puis parvenir, non par manque de talent, mais par défaut de patience, par découragement, eh bien, ce qui me conviendra le plus au monde, ce sera le barreau qui me ramènerait à Paris. […] C'est parce que je sais ce que je suis, que je comprends ce que je serai un jour ; comment donc me charger d'une étude que tu as faite si bonne, que ne pouvant gagner entre mes mains, elle ne pourrait qu'y dépérir ». Un an plus tôt, il avait écrit à sa mère : « […] je puis faire un bon littérateur, et ne serais qu'un mauvais avocat, ne voyant dans toutes choses que le côté comique et la forme artistique et ne prenant pas la réalité sérieuse des objets. […] ».
Il fréquente la Bibliothèque nationale. Au début de 1851, Verne fait la connaissance du géographe et infatigable voyageur, Jacques Arago, célèbre pour un récit de Voyage autour du monde qu'il a fait sur L'Uranie avec la mission de Freycinet entre 1817 et 1821, qui continue à parcourir le monde malgré sa cécité et qui publie le récit de ses voyages autour du monde sous le titre Souvenirs d'un aveugle. Le jeune écrivain retrouve près de lui toutes les sensations de ses premières lectures. Jacques Arago lui ouvre des horizons et l'entraîne vers un genre nouveau de littérature, alors en pleine expansion, le récit de voyage.
En 1852, deux autres textes de Verne paraissent dans le Musée des familles : Martin Paz, une longue nouvelle et une comédie-proverbe en un acte, en collaboration avec Pitre-Chevalier Les Châteaux en Californie.

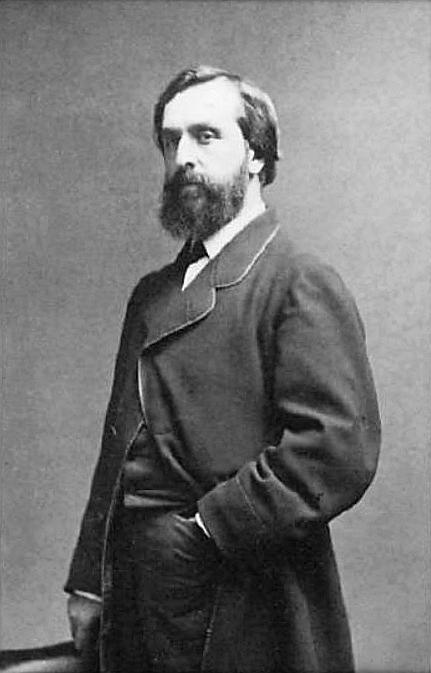
Portrait d'Aristide Hignard en 1880.

En août 1853, il s'éloigne un moment de Paris pour se rendre à La Guerche, où son oncle Prudent offre un grand repas afin de fêter le retour de Paul Verne, le frère de Jules, aspirant auxiliaire dans la marine. Avec son ami Aristide Hignard, Jules Verne fréquente le salon du musicien Talexy qui sera plus tard un des « Onze sans femmes ». Ils se lancent dans l'opérette, ou plutôt l'opéra-comique, au moment où Jacques Offenbach crée un véritable engouement pour ce genre de spectacle. Le 28 avril 1853, est représenté Le Colin-maillard au Théâtre-Lyrique. C'est une période où Jules Verne ne cesse d'écrire. Des nouvelles de cette époque, on peut citer Pierre-Jean et Le Siège de Rome qui restera inédit jusqu'en 1994. Il travaille aussi sur Monna Lisa commencé dès 1851 et qu'il ne finira qu'en 1855,.
Au cours d'un séjour à Nantes, l'écrivain s'est amouraché de Laurence Janmar. En janvier 1854, le président Janvier de la Motte donne un grand bal travesti. Le jeune écrivain y retrouve celle qu'il convoite. Laurence Janmar, habillée en gitane, se plaint à son amie que son corset, trop riche en baleines, lui meurtrit les côtes. Verne, toujours à l'affût d'un bon mot, soupire alors : « Ah ! que ne puis-je pêcher la baleine sur ces côtes ? »,. Laurence Janmar épousera finalement un certain Charles Louis Salomon Duvergé le 2 août 1854.
Le vendredi 30 juin 1854, Jules Seveste meurt d'une apoplexie foudroyante. Son successeur, Émile Perrin, tente de retenir Jules Verne, mais ce dernier tient à garder sa liberté. Perrin va jusqu'à lui proposer la direction du Théâtre-Lyrique. « J'ai refusé. Il m'a même offert de diriger le théâtre, moi seul, tout en restant directeur en nom et ayant une part dans les bénéfices ; j'ai refusé encore ; je veux être libre et prouver ce que j'ai fait. » Dans le Musée, en avril 1854, un nouveau texte de l'écrivain : Maître Zacharius ou l'Horloger qui avait perdu son âme, un conte fantastique profondément imprégné de l'influence d'Hoffmann. Zacharius, maître-horloger de Genève, a rendu ses horloges si régulières qu'elles sont devenues parfaites… Mais un jour, elles se dérèglent une à une.
Malgré son refus de devenir directeur du Théâtre-Lyrique, Verne y conserve son poste de secrétaire jusqu'à fin 1855, ce qui lui permet de représenter, le 6 juin de cette année, un second opéra-comique écrit sur une musique d'Hignard, Les Compagnons de la Marjolaine qui connaîtra vingt-quatre représentations. Jules Verne écrit à son père : « J'étudie encore plus que je ne travaille ; car j'aperçois des systèmes nouveaux, j'aspire avec ardeur au moment où j'aurai quitté ce Théâtre-Lyrique qui m'assomme ».
C'est une période d'intense activité créatrice. Les pièces de théâtre s'accumulent. Il peaufine notamment l'une d'entre elles, une comédie en cinq actes en vers, Les Heureux du jour, qui semble lui tenir particulièrement à cœur. Il écrit plusieurs nouvelles, dont Le Mariage de M. Anselme des Tilleuls et Un hivernage dans les glaces. Cette dernière paraît en 1855 dans le Musée des familles et sera reprise mais modifiée par Hetzel en 1874 pour paraître dans le volume de nouvelles Le Docteur Ox. De tous les manuscrits de Verne avant sa rencontre avec Hetzel, c'est celui qui se rapproche le plus des Voyages extraordinaires, véritable prélude aux Aventures du capitaine Hatteras. À cette époque, il est atteint d'une deuxième crise de paralysie faciale. Son ami et médecin Victor Marcé le soigne à l'aide de l'électricité. Il déménage et s'installe au cinquième étage d'un immeuble au 18 boulevard Poissonnière.

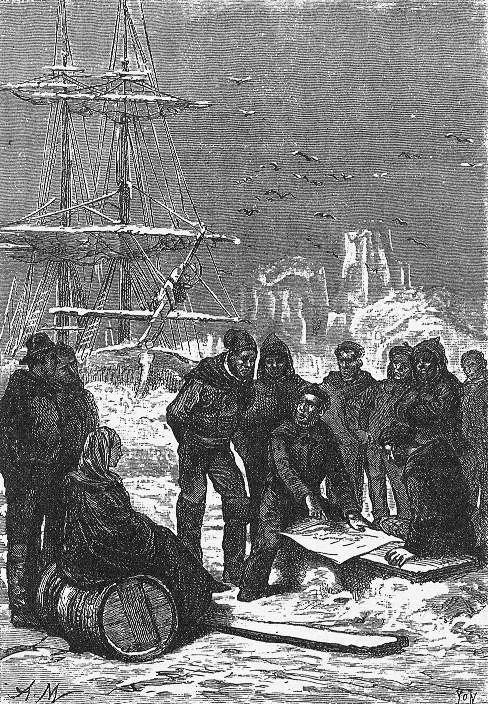
Illustration de Lorenz Frølich pour Un hivernage dans les glaces, paru dans le Musée des familles en 1855.

Jules Verne parle alors de mariage dans presque toutes les lettres à sa mère ; il lui demande de lui trouver une épouse, parfois sur le ton de la plaisanterie : « J'épouse la femme que tu me trouveras ; j'épouse les yeux fermés et la bourse ouverte ; choisis, ma chère mère, c'est sérieux ! » ou « Trouvez-moi une femme bossue et qui ait des rentes — et tu verras ». Mais on sent bien que l'angoisse de l'avenir le tiraille : « Toutes les jeunes filles que j'honore de mes bontés se marient toutes invariablement dans un temps rapproché ! Voire ! Mme Dezaunay, Mme Papin, Mme Terrien de la Haye, Mme Duverger et enfin Mlle Louise François ». Après le mariage de Laurence Janmar avec Duvergé, Verne, amoureux éconduit, s'interroge. Pour le consoler, sa mère l'envoie en avril 1854 à Mortagne pour y connaître un bon parti. Il lui répond dans une lettre où il invente une rencontre avec le père de sa future, d'un humour scatologique et agressif.
En mars 1856, Auguste Lelarge, ami de Jules Verne va se marier avec Aimée de Viane. Il demande à l'écrivain d'être son témoin. Celui-ci accepte. Le mariage doit se dérouler le 20 mai à Amiens, ville de la fiancée. À l'occasion de son séjour, Verne y fait la connaissance de la sœur de la mariée, Honorine, veuve à 26 ans d'Auguste Morel et mère de deux filles, Louise Valentine (1852-1916) et Suzanne Eugénie Aimée (1853- ?).

### Mariage et bourse
Honorine du Fraysne de Viane (1830-1910) séduit assez vite Jules Verne. Dans une lettre enthousiaste à sa mère, il lui fait remarquer : « Je ne sais pas, ma chère mère, si tu ne trouveras pas quelque différence entre le style de cette page et celle qui la précède, tu n'es pas habituée à me voir faire ainsi un éloge général de toute une famille, et ta perspicacité naturelle va te faire croire qu'il y a quelque chose là-dessous ! Je crois bien que je suis amoureux de la jeune veuve de vingt-six ans ! Ah ! pourquoi a-t-elle deux enfants ! Je n'ai pas de chance ! ».
Jules Verne envisage rapidement de se marier mais il lui faut une situation stable, ses revenus littéraires étant alors insuffisants. Avec l'aide de son futur beau-frère, Ferdinand de Viane, il envisage des plans d'investissement en bourse et de se lancer dans une activité d'agent de change. Or, s'il suffit d'obtenir une charge, il faut de l'argent pour l'acquérir. Il demande 50 000 francs à son père pour acheter 1/40e de cette charge. Son père s'inquiète de cette nouvelle lubie. Jules Verne lui répond : « Je vois bien que tu me prends encore pour un garçon irréfléchi, se montant la tête pour une idée nouvelle, tournant à tous les vents de la fantaisie et ne voulant m'occuper de change que par amour du changement. […] Il est moins question que jamais d'abandonner la littérature ; c'est un art avec lequel je me suis identifié et que je n'abandonnerai jamais ; […] mais tout en m'occupant de mon art, je me sens parfaitement la force, le temps et l'activité de mener une autre affaire. […] Il me faut une position, et une position offrable, même aux gens qui n'admettent pas les gens de lettres ; la première occasion de me marier, je la saisis d'ailleurs ; j'ai par-dessus la tête de la vie de garçon, qui m'est à charge […] cela peut paraître drôle, mais j'ai besoin d'être heureux, ni plus ni moins ». Et quelques semaines plus tard : « Je n'accepterais d'avoir atteint l'âge de plusieurs de mes amis et d'être à courir comme eux après une pièce de cent sols. Non, certes, cela peut être drôle et faisable à vingt ans, mais pas au-dessus de trente ans ».
Pierre Verne finit par céder. Jules se retrouve remisier chez l'agent suisse Fernand Eggly, originaire de Genève, au 72, rue de Provence, à Paris.
Auguste Morel n'est décédé que depuis dix mois. À l'époque, le deuil se portait longtemps. Pourtant, les événements se précipitent. Aimée De Viane, par son mariage avec Auguste Lelarge, est devenue la belle-sœur d'Henri Garcet, cousin de Jules Verne. C'est sans doute son ami Charles Maisonneuve qui lui permet d'entrer chez Eggly, étant lui-même remisier chez un confrère. D'ailleurs, il n'est pas certain que Jules Verne ait acheté la part que l'on dit, le remisier étant appointé et non associé. Le futur marié est pris de frénésie, au point de s'occuper de tout durant le mois de décembre 1856. Il ne veut personne de la famille : « Je me charge, mon cher père, de voir ma tante Charuel à cet égard et de la mettre au courant de nos affaires. Quant à l'inviter, je tiens essentiellement à n'en rien faire ! Je dirai que le mariage se célèbre à Amiens ; rien ne me serait plus désagréable que cette invitation ».
Le 8 janvier, est signé à Essome, chez Auguste Lelarge, notaire, le contrat de mariage. Le mariage a lieu le 10 janvier 1857. Le matin, ils se retrouvent à la mairie du 3e arrondissement (actuellement mairie du 2e). Puis le groupe de treize personnes prend la direction de l'église Saint-Eugène qui venait d'être édifiée dans la nouvelle rue Sainte-Cécile, à l'emplacement de l'ancien conservatoire de musique. Après la cérémonie religieuse, c'est le déjeuner, treize couverts « à tant par tête », comme l'avait voulu et annoncé Jules Verne lui-même : « J'étais le marié. J'avais un habit blanc, des gants noirs. Je n'y comprenais rien ; je payais tout le monde : employés de la mairie, bedeaux, sacristain, marmiton. On appelait : Monsieur le marié ! C'était moi ! Dieu merci, il n'y avait que douze spectateurs ! ».
Le couple et les deux enfants demeurent jusqu'à la mi-avril dans l'appartement du boulevard Poissonnière puis s'installe rue Saint-Martin, dans le quartier du Temple.
Comme coulissier, d'après le journaliste Félix Duquesnel, il « réussissait plus de bons mots que d'affaires ». À la même époque, Jules Verne semble avoir eu des maîtresses mais si des noms circulent (telles Estelle Henin (morte en 1865) ou une comédienne roumaine), les faits n'ont jamais formellement été établis. Jules Verne fait la connaissance d'Estelle Hénin en août 1859. Marguerite Allotte de La Fuÿe évoque cette femme dans sa biographie de 1928 : « […] une mortelle, une seule, captiva durant quelques saisons ce cœur extrêmement secret. La sirène, l'unique sirène, est ensevelie dans le cimetière de corail. ». D'après elle, Estelle serait morte en 1885, date reprise par Jean-Jules Verne, qui note qu'elle habitait Asnières. Dans sa thèse sur Jules Verne (1980), Charles-Noël Martin confirme l'existence d'Estelle Duchesne, mais pense qu'elle est morte le 13 décembre 1865. Estelle Hénin épouse Charles Duchesne, clerc de notaire à Cœuvres, le 30 août 1859. En 1863, Estelle s'installe à Asnières, cependant que son mari continue de travailler à Cœuvres. Les visites de Jules Verne à la maison des Duchesne à Asnières se situent de 1863 à février 1865. Estelle meurt après la naissance de sa fille Marie. Pour certains verniens, Marie Duchesne pourrait être la fille de l'écrivain, mais d'autres contestent la méthode de recherche et les conclusions jugées hâtives de Percereau.
Dans cette période, il écrit une nouvelle, San Carlos, qui conte comment des contrebandiers espagnols se jouent des douaniers français. En 1857, paraît le premier recueil de chansons Rimes et mélodies, sur une musique d'Aristide Hignard, chez l'éditeur Heu qui comprend sept chansons : Tout simplement, Les Bras d'une mère, Les Deux troupeaux, La Douce attente, Notre étoile, Chanson Scandinave et Chanson turque. L'année suivante, il connaît sa troisième crise de paralysie faciale. Le 17 février, aux Bouffes-Parisiens, se joue la première de Monsieur de Chimpanzé, opérette en un acte, toujours avec Hignard. Le sujet est curieux, lorsqu'on sait que l'auteur est tout nouveau marié : Isidore, le héros, est obligé de faire le singe pour pouvoir épouser sa belle.
Le 15 juillet 1859, Jules Verne écrit à son père : « Alfred Hignard m'offre, ainsi qu'à son frère, un passage gratuit d'aller et retour en Écosse. Je me hâte de saisir aux cheveux ce charmant voyage… ».

### Voyages et paternité
En 1859, il entreprend ainsi un voyage en Angleterre et en Écosse en compagnie d'Aristide Hignard. Il prend des notes et, dès son retour, couche ses impressions sur le papier. Ce récit est le premier travail de Jules Verne proposé à son futur éditeur Hetzel, qui le refuse. Verne s'en inspirera alors pour la rédaction de ses romans écossais.
Entre 1860 et 1861, le couple déménage trois fois : de la rue Saint-Martin au 54, boulevard Montmartre, puis au 45, boulevard Magenta, enfin au 18, passage Saulnier.
Le 2 juillet 1861, de nouveau grâce à Alfred Hignard, les deux amis, ainsi qu'Émile Lorois, s'embarquent pour la Norvège. L'écrivain ne rentrera que cinq jours après qu'Honorine a accouché d'un garçon, Michel, le 4 août,. Il continue son métier à la Bourse.

### Rencontre avecPierre-Jules Hetzel
Marguerite Allotte de La Fuÿe invente de toutes pièces l'introduction de Verne chez l'éditeur. L'écrivain, découragé, aurait jeté au feu le manuscrit de Cinq Semaines en ballon, que sa femme aurait retiré des flammes. Vingt-cinq ans plus tard, elle se contredit lors d'une émission radiophonique en créant la légende de l'introduction de Verne chez Hetzel grâce à Nadar. Bernard Frank, dans sa biographie copiée d'Allotte, nous gratifie, lui, d'un dialogue dramatique dans la chambre de l'éditeur.
Parménie et Bonnier de la Chapelle pensent, quant à eux, que l’écriture de Cinq Semaines en ballon, est due aux expériences du Géant de Nadar, ce qui s'avère un anachronisme, l'expérience ayant eu lieu six mois après l'écriture du roman (janvier 1863) et Verne n'assistant à un vol du Géant que le 4 octobre 1863,. S'il ne prend pas part au vol, il laisse un article sur l'expérience qu'il publie dans le Musée des familles sous le titre À propos du Géant.
Comme l'écrit Volker Dehs, il est possible qu'Hetzel ait rencontré Verne dès 1852 ou 1858, ainsi qu'en témoignent deux invitations écrites par Philippe Gille, datées des mardi 4 mai et mardi 6 juillet, à un dîner, retrouvées dans les archives Hetzel à la Bibliothèque nationale de France.
D'une manière certaine, c'est par une lettre de Verne à Henri d'Alméras qui préparait un article sur l'écrivain pour son Avant la gloire, leurs débuts, que l'on apprend que la rencontre eut lieu en 1861 : « C'est Bréhat qui pour la première fois m'a présenté chez Hetzel en 1861 ». Il s'agit du romancier Alfred de Bréhat.

### LesVoyages extraordinaires

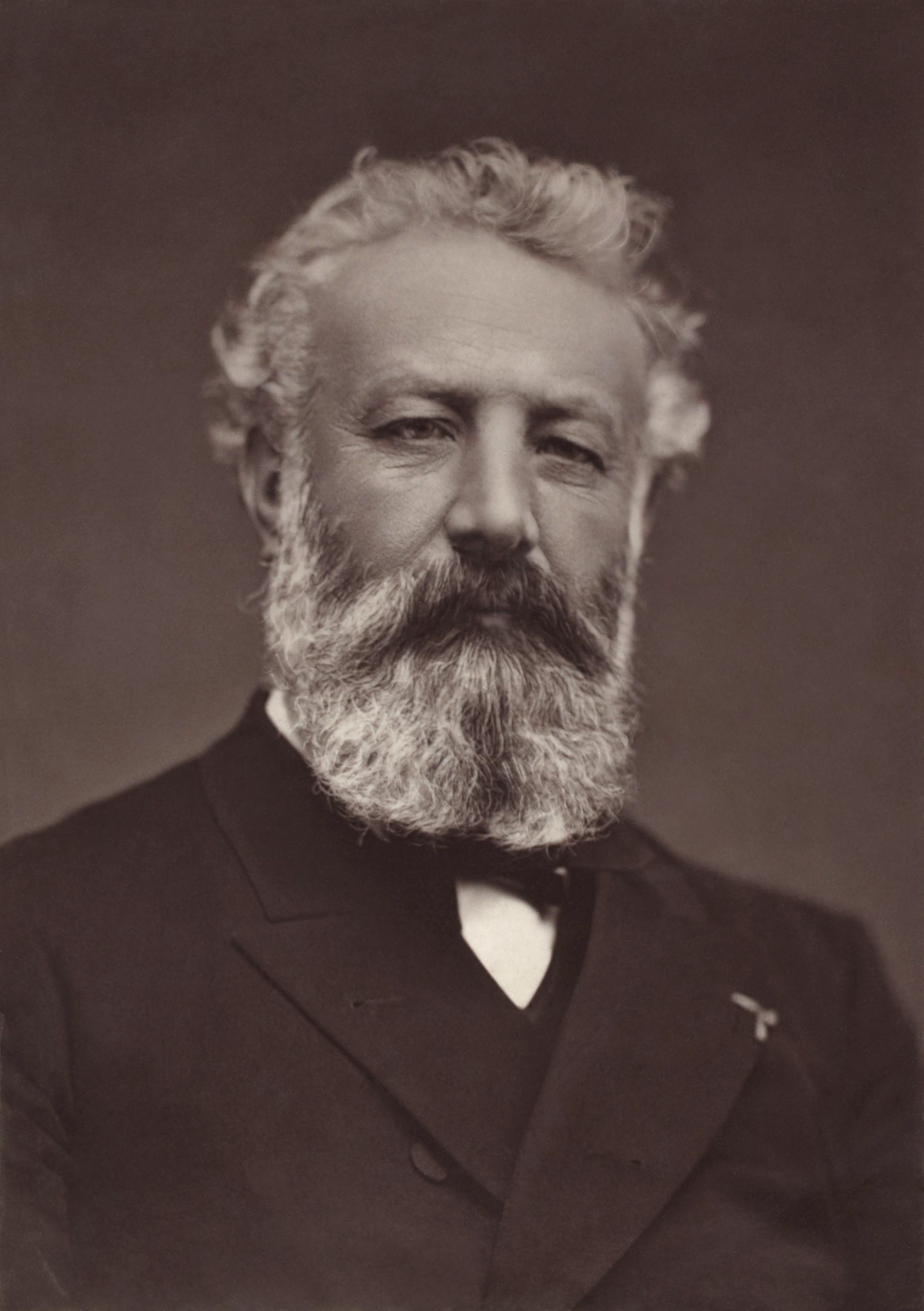
Jules Verne, photographié en 1884 par Étienne Carjat.

En 1861, après avoir proposé le Voyage en Angleterre et en Écosse qui est refusé par Pierre-Jules Hetzel, Jules Verne lui soumet un manuscrit nommé Un voyage en l'air. Hetzel lui demande de le retravailler de manière plus scientifique avec déjà l'idée d'inventer une littérature vulgarisant la science. Jules Verne revient quelques semaines plus tard avec ce qui deviendra son roman Cinq Semaines en ballon. Celui-ci paraît le 15 janvier 1863 et connaît un immense succès, même au-delà des frontières françaises. Le premier tirage est de 2 000 et du vivant de l'auteur, il s'en vendra 76 000. Il signe l'année suivante avec Pierre-Jules Hetzel un contrat aux termes duquel il s'engage à fournir deux volumes par an. En 1865, un nouveau contrat l'engage à trois volumes à l'année. Jules Verne s'engage à fournir des romans notamment pour le Magasin d'éducation et de récréation, revue destinée à la jeunesse. En fait, il va travailler pendant quarante ans à ses Voyages extraordinaires qui compteront 62 romans et 18 nouvelles et signera avec son éditeur six contrats consécutifs.
Dans la foulée de ce succès, Jules Verne propose à son éditeur un récit qu'il a écrit vers 1860, Paris au XXe siècle. L'éditeur, en termes violents, refuse absolument ce travail qu'il juge nuisible à sa réputation et va à l'encontre de l'idée qu'il se fait de Verne. Abandonné, le roman ne sera publié finalement qu'en 1994 par Hachette et Le Cherche midi associés.
Dès le 27 février 1863, Jules Verne est admis comme membre de la Société des auteurs et compositeurs dramatiques. Le 4 octobre 1863, son ami Nadar l'invite au lancement du ballon Géant, qui a lieu depuis le Champ-de-Mars à Paris. Le 26 décembre 1863, il fait paraître dans le Musée des familles un article relatant l'expérience de Nadar (À propos du Géant). Le photographe crée alors avec Gabriel de La Landelle la Société d'encouragement de la locomotion aérienne au moyen du plus lourd que l'air, dont Jules Verne est le censeur.
Vers cette époque, il découvre l'univers d'Edgar Poe au travers des traductions de Charles Baudelaire. L'écrivain américain le fascine, au point qu'il lui consacre la seule étude littéraire qu'il ait écrite, parue en avril 1864 dans le Musée des familles : Edgard Poe et ses œuvres.
C'est à cette date (1864) qu'il publie le roman Aventures du capitaine Hatteras, ouvrage qui paraît d'abord dans le Magasin d'éducation et de récréation en deux parties : Les Anglais au Pôle Nord (publié du 20 mars 1864 au 20 février 1865) et Le Désert de glace (du 5 mars au 5 décembre 1865) avant d'être édité en volume (26 novembre 1866) sous le titre Voyages et aventures du Capitaine Hatteras. Il s'agit en réalité du premier titre à porter l'appellation « Voyages extraordinaires », Cinq Semaines en ballon, qui quant à lui entre dans la série « Voyages dans les mondes connus et inconnus », ne le prenant que dans ses rééditions à partir de 1866.
Hatteras est suivi dès novembre 1864 par la publication de Voyage au centre de la Terre (édition originale in-18 le 25 novembre 1864, puis en grand in-octavo le 13 mai 1867). Ces trois premiers romans de Jules Verne sont d'immenses succès. Il peut ainsi abandonner la bourse et déménage à Auteuil au 39, rue La Fontaine dans un logement beaucoup plus vaste où le couple peut recevoir.
En 1865, il devient membre de la Société de géographie. Il publie dans le Bulletin de la Société divers textes dont Histoire de la guerre civile américaine (1861-1865) (1868), un rapport sur l'ouvrage de Louis Cortambert et F. de Tranaltos ou Les Méridiens et le calendrier (janvier-juin 1873).

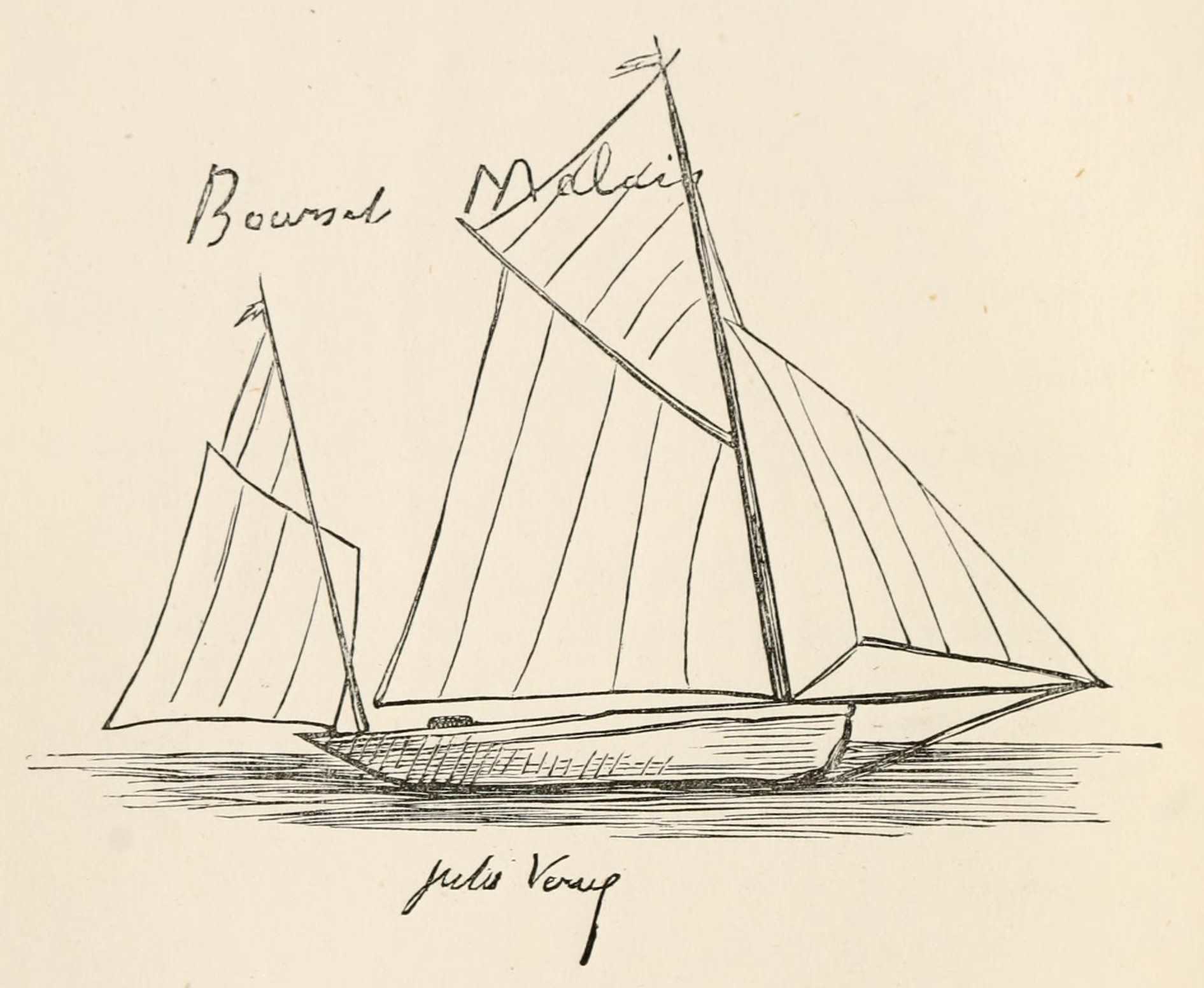
Le Saint-Michel I, unique représentation connue du premier bateau de Jules Verne. Dessin par Jules Verne, vers 1873, qui y a noté Bourset Malais

Il décide de louer en août 1865 une maison au Crotoy. Il s'installe alors dans une dépendance de la propriété Millevoye. Il est en pleine rédaction de sa Géographie illustrée de la France et de ses colonies et y conçoit Vingt Mille Lieues sous les mers. Honorine, Suzanne, Valentine et Michel peuvent ainsi profiter des bains de mer. En mars 1866, il loue à la propriété même un appartement pour l'été puis, au printemps 1868, une petite villa de deux étages, La Solitude. Il se fait alors construire un bateau, le Saint-Michel, une chaloupe de pêche aménagée pour la plaisance. Les plans du bateau sont établis par le marin Paul Bos (1826-1886).
En mars 1869, il s'installe à l'année dans La Solitude et y vit effectivement à partir d'avril 1869.
Le 16 mars 1867, en compagnie de son frère Paul, il embarque sur le Great Eastern à Liverpool pour les États-Unis. Il tirera de sa traversée le roman Une ville flottante (1870).
Le 8 mars 1868, il fonde avec Victor Massé, Léo Delibes, Auguste Lelarge, Fournier-Sarlovèze, Bazille, Bertall, Charles Béchenel et Aristide Hignard le Club des « Onze-sans-femmes », un dîner hebdomadaire d'autres célibataires sans métiers définis qui peut aussi se comprendre par « Onze sans les femmes » comme l'écrit William Butcher : « Il faudrait sans doute réinterpréter les mots « sans femmes », puisque nombre des invités, Verne compris, sont mariés à cette époque ».
En juillet 1871 il s'installe à Amiens. Il écrit alors à son ami Charles Wallut : « Sur le désir de ma femme, je me fixe à Amiens, ville sage, policée, d’humeur égale, la société y est cordiale et lettrée. On est près de Paris, assez pour en avoir le reflet, sans le bruit insupportable et l’agitation stérile. Et pour tout dire, mon Saint-Michel reste amarré au Crotoy. ».
Son père, Pierre Verne, meurt d'une attaque le 3 novembre 1871, à Nantes. Il se rend aux obsèques puis regagne Amiens et se plonge dans l'écriture du Tour du monde en 80 jours. Il fréquente la bibliothèque de la Société industrielle où il peut se documenter grâce à son important fonds de revues scientifiques et le 8 mars 1872, devient membre titulaire de l'Académie des sciences, des lettres et des arts d'Amiens, « à l'unanimité des suffrages ». Contrairement à l'usage, il ne fait alors pas un discours de réception mais lit un passage de son futur roman à paraître Le Tour du monde en 80 jours. En 1875, il en est élu directeur ainsi qu'en 1881 et, à cette occasion, il prononce plusieurs discours de réception, notamment en 1875, pour un de ses amis, le caricaturiste Gédéon Baril, qui signera en 1881 les illustrations de Dix Heures en chasse chez Hetzel, nouvelle que Jules Verne a auparavant lue le 18 décembre 1881, en séance publique à l'Académie d'Amiens et qu'Hetzel reprend à la suite du Rayon vert, dans un texte remanié.
Dès juin 1867, l'Académie française couronne le Magasin d'Éducation et de Récréation (Jules Verne, P.-J. Stahl, Jean Macé) par le prix Montyon. Il recevra le même prix, à titre individuel, en 1872 pour l'ensemble Cinq Semaines en ballon, Voyage au centre de la Terre, Vingt Mille Lieues sous les mers, De la Terre à la Lune et Autour de la Lune et lors de la séance de l'Académie française du 8 août 1872, ce sont tous les ouvrages de Jules Verne dans leur ensemble parus chez Hetzel en dehors du Magasin d’Éducation qui sont couronnés. À cette occasion, M. Patin, secrétaire perpétuel de l'Académie, fait l'éloge de Jules Verne : « Les merveilles usées de la féerie y sont remplacées par un merveilleux nouveau, dont les notions récentes de la science font les frais ».
En 1869, Hetzel pousse Jules Verne à entrer à l'Académie française. Celui-ci lui répond : « Qui n'a pas une grande fortune ou une grande situation politique n'a point de chance d'y arriver ! ». Malgré tout, en mars 1876, Jules Verne fait une première démarche pour postuler. Il écrit à Hetzel : « Je vous rappelle, pour mémoire, que voilà deux places vacantes à l'Académie. Vous m'avez un peu mis l'eau à la bouche. Vous avez beaucoup d'amis dans l'illustre corps. Suis-je arrivé à la situation voulue pour resupporter… un échec honorable ». En vain. En 1883, il tente de nouveau sa chance par l'intermédiaire d'Alexandre Dumas fils, en espérant ainsi les voix de Victorien Sardou, d'Eugène Labiche et de Maxime Du Camp mais il sait qu'il a deux redoutables concurrents : Alphonse Daudet et Edmond About. C'est ce dernier qui sera élu. Après un nouvel échec en 1884, en 1892, alors qu'une place est de nouveau libre, Jules Verne remarque que depuis sa première candidature, ce sont pas moins de trente-sept académiciens qui sont morts et qu'à aucun moment son nom n'a été sérieusement retenu. Il écrit : « Le grand regret de ma vie est que je n'ai jamais compté dans la littérature française ».
Du 6 novembre au 22 décembre 1872 parait, dans Le Temps, Le Tour du monde en quatre-vingts jours repris la même année en volume par Hetzel. L'adaptation théâtrale de la pièce en 1874-1875 en collaboration avec Adolphe d'Ennery obtient un prodigieux succès. D'Ennery touche 7 % des recettes, Verne 5 % dont il abandonne la moitié, 1,5 % à Édouard Cadol et 1 % à Émile de Najac. Ce dernier, secrétaire de la Société des auteurs et compositeurs dramatiques, avait été chargé de faire une adaptation destinée aux États-Unis à partir de la deuxième version établie par Cadol, version qui n'aboutit pas
Jules Verne, membre du Yacht Club de France depuis le 4 février 1874, dont il est aussi membre honoraire, fait construire le Saint-Michel II par l'architecte Abel Le Marchand le 15 janvier 1876. Celui-ci est mis à l'eau trois mois plus tard, le 25 avril 1876. Il s'agit d'un cotre de plaisance sur les plans d'une « hirondelle de la Manche ». Jules Verne a sillonné la Manche et l'Atlantique pendant 18 mois, avant d'acquérir son successeur à l'été 1877.
1876 est aussi le début du travail avec D'Ennery sur l'adaptation théâtrale des Enfants du capitaine Grant. La même année, il obtient de la justice que son fils mineur Michel, au comportement rebelle, soit placé pour six mois dans une maison de redressement, la colonie pénitentiaire de Mettray.
À la fin avril 1877, Honorine Verne, qui organisait tous les mercredis soir des réunions de jeux et de salon, est victime d'abondantes métrorragies qui manquent la faire mourir. Elle est sauvée par une transfusion de sang, cas rarissime à l'époque mais sera de nouveau reprise en décembre 1879. Elle ne peut ainsi être présente au bal costumé que Jules Verne a organisé, sur le thème du Voyage à la Lune, pour introduire son fils et ses belles-filles dans la bonne société amiénoise. Les invitations ont été lancées le lundi de Pâques 2 avril 1877. Y est présent, entre autres personnalités, et parmi plus de sept cents invités, son ami Nadar, le modèle de Michel Ardan, héros de ses romans De la Terre à la Lune et Autour de la Lune, déguisé en son personnage, sortant d'un obus qu'on avait roulé au milieu des quadrilles.
Début 1878, Jules Verne, en parallèle aux finitions de l'adaptation des Enfants du capitaine Grant, commence celle de Michel Strogoff qu'il évoque depuis l'année précédente.
De juin à août 1878, il navigue de Lisbonne à Alger sur le Saint-Michel III, puis, en juillet 1879, en Écosse et en Irlande. Troisième croisière en juin 1881, avec son frère, son neveu Gaston et Robert Godefroy : il visite la mer du Nord, la Hollande, l'Allemagne, puis, par le canal de l'Eider, Kiel et la Baltique jusqu'à Copenhague. Paul Verne écrit le récit de ce dernier voyage qui est publié en 1881 chez Hetzel sous le titre De Rotterdam à Copenhague, à la suite de La Jangada, dans une version revue, à la demande de l'éditeur, par Jules Verne.
Embarqué de force pour un voyage aux Indes pendant l'été 1879, Michel Verne est mis à la porte par son père en décembre 1879 mais continue de vivre à Amiens où son père lui verse une pension.
En 1882, Jules Verne déménage du 44, boulevard Longueville, où il réside depuis 1873, pour emménager au 2, rue Charles-Dubois, la fameuse maison à la tour surmontée d'un belvédère, qui présente des similitudes frappantes avec les maisons à tour dans deux de ses romans posthumes, Le Secret de Wilhelm Storitz et La Chasse au météore. Le 8 mars 1885, il donnera un second bal dans sa nouvelle demeure, bal auquel sa femme peut, cette fois, assister.
Il décide en 1884 de faire une grande croisière autour de la Méditerranée. Le Saint-Michel III dont le port d'attache était Le Tréport, quitte Nantes le 13 mai. À son bord, se trouvent Paul Verne, Robert Godefroy, Edgar Raoul-Duval, Michel Verne, Louis-Jules Hetzel et son neveu Maurice (1862-1947), fils de Paul, qui prend des notes. Il compte retrouver sa femme, en visite chez sa fille Valentine et son gendre, en Algérie. Le navire arrive à Vigo le 18, à Lisbonne le 23. Verne passe à Gibraltar le 25 mai. À son arrivée à Oran, il retrouve Honorine et est reçu par la Société de géographie de la ville. Les journaux lui consacrent de nombreux articles. Le 10 juin, il est à Bône où le bey de Tunis met à sa disposition un wagon spécial. Retrouvant son navire, il essuie une tempête près de Malte, visite la Sicile, Syracuse, puis Naples et Pompéi. À Anzio, le groupe prend le train pour Rome. Le 7 juillet, Verne est reçu en audience privée par Léon XIII. Curieusement, le lendemain, il rend visite à la loge maçonnique de la ville. Puis il rencontre Louis-Salvador de Habsbourg-Lorraine, avec lequel il établit une relation épistolaire qui durera jusqu'à la mort de l'écrivain. Deux mois après le départ du navire, Verne est de retour à Amiens. Il s'inspire de ce voyage dans la rédaction de Mathias Sandorf qui sera publié dans Le Temps du 16 juin au 20 septembre 1885.

### Dernières années

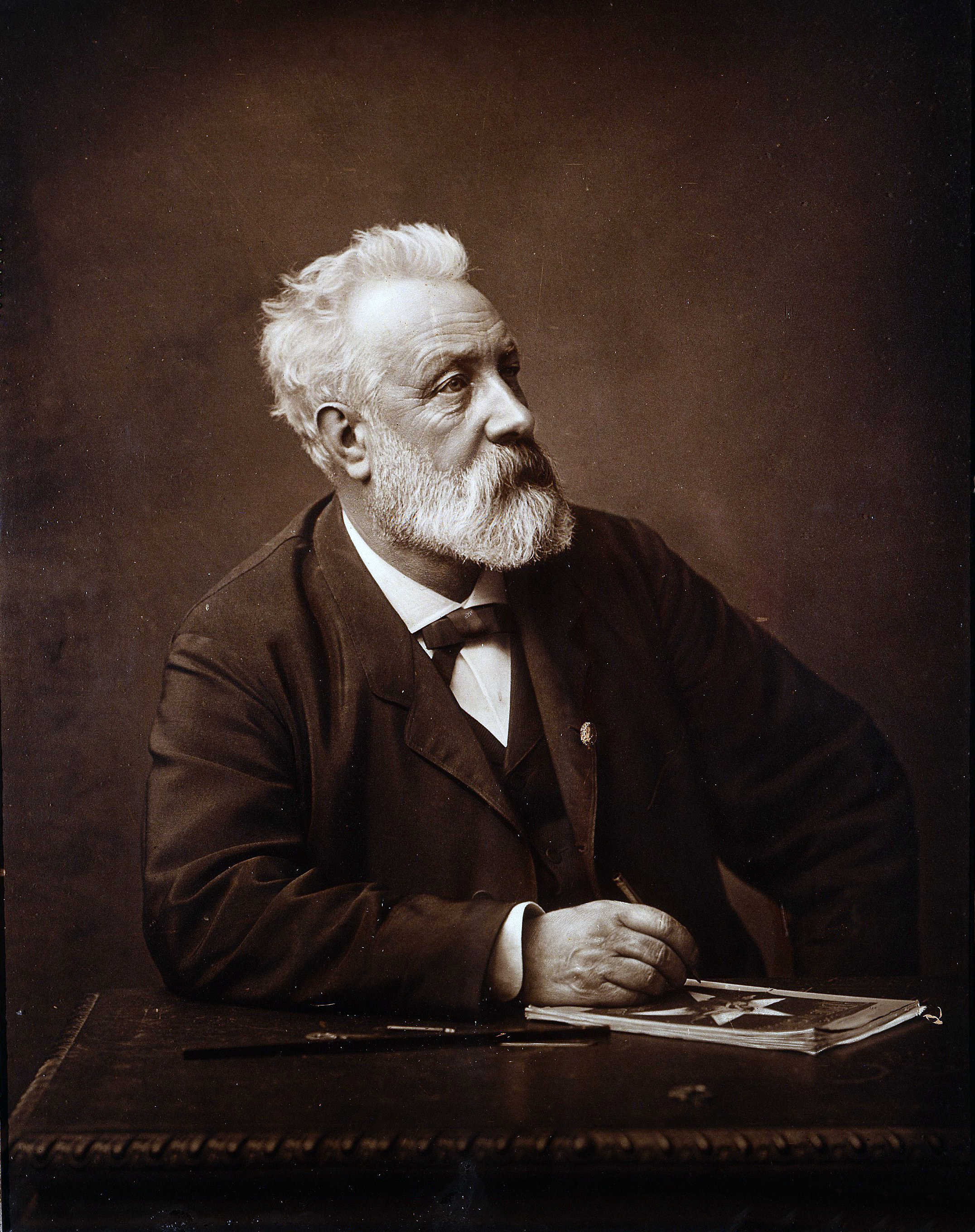
Jules Verne en 1892, avec la revue du groupe espérantophone d’Amiens.
(Photo Herbert).

Le 15 février 1885, il se décide à vendre le Saint-Michel III. L'entretien du yacht devient dispendieux, son fils s'endette et lui coûte cher. Il le cède, à moitié prix, au courtier maritime Martial Noë en juillet 1885. Contrairement à ce que de nombreux biographes ont écrit, il ne vend donc pas le Saint-Michel à cause de l'attentat dont il est victime le 9 mars 1886.
En effet, à cette date, alors qu'il rentre du Cercle de l'Union vers cinq heures, il trouve, après avoir ouvert sa porte de fer, son neveu Gaston armé d'un revolver. Celui-ci tire sur l'écrivain qu'il atteint à la jambe. Gaston, arrêté, est suspecté de folie. Son père, Paul Verne, déclarera que son fils a tiré sur Jules Verne pour attirer l'attention sur celui-ci afin de le faire entrer à l'Académie française. Gaston Verne restera interné jusqu'à sa mort, le 13 février 1938. Robert Godefroy envoie un télégramme à la maison Hetzel. Mais Louis-Jules Hetzel est à Monte-Carlo, au chevet de son père qui s'éteint le 17 mars. La blessure de Jules Verne dont la balle ne pourra jamais être extraite, lui laissera une légère claudication jusqu'à la fin de sa vie.
Le 15 février 1887, sa mère, Sophie Verne, meurt, il ne peut se rendre aux obsèques, car il marche difficilement et sa guérison n'avance pas. Il revient cependant une dernière fois à Nantes dans le courant de cette même année, afin de régler les problèmes de succession et vendre la maison de campagne de ses parents sise rue des Réformes à Chantenay.

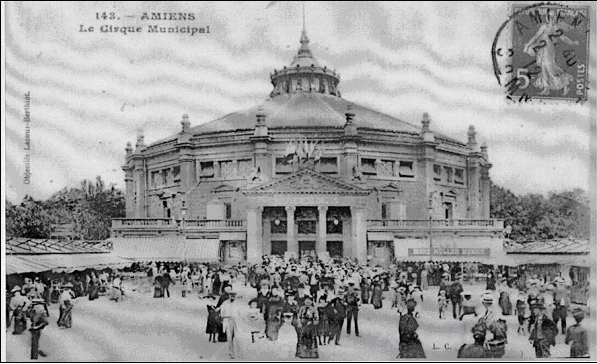
Le cirque municipal d'Amiens au début du XXe siècle, que Jules Verne inaugure par un discours en 1889.

Contraint de se sédentariser, il reporte son intérêt vers la vie de la cité. Le 6 mai 1888, Jules Verne est élu au conseil municipal d'Amiens sur la liste républicaine (gauche modérée) conduite par Frédéric Petit. Il écrit à son ami Charles Wallut : « Mon unique intention est de me rendre utile et de faire aboutir certaines réformes urbaines. » Il y siégera jusqu'en 1904 et s'y occupera essentiellement des commissions concernant l'instruction, le musée, le théâtre, la culture en général et l'urbanisme.
Après le succès d'estime de la pièce Mathias Sandorf écrite par Georges Maurens et William Busnach (1887), et malgré l'échec de Kéraban-le-Têtu, d'Ennery évoquant une adaptation du Chemin de France ou de Nord contre Sud dont l'en dissuade Jules Verne, il revient au théâtre en 1888 et passe le mois de décembre chez d'Ennery à Antibes, puis le mois d'août 1890 à Villers-sur-Mer pour travailler à l'adaptation des Tribulations d'un Chinois en Chine, mais il se brouille avec d'Ennery et la pièce ne sera alors jamais montée.
En 1890, il devient un membre très actif de l'Alliance française.
Jules Verne n'était en aucun cas un républicain de grande conviction ; il est toute sa vie resté monarchiste, mais de tendance orléaniste. D'après un article du Bulletin de la Société Jules-Verne, il fait partie des 100 000 signataires d’une proclamation de la nationaliste Ligue de la patrie française, parue le 31 décembre 1898 dans le quotidien Le Soleil, organe des monarchistes, aux côtés, entre autres de Juliette Adam, Ernest Legouvé, Francisque Sarcey (ces derniers de l’entourage libéral d’Hetzel), Auguste Renoir ou encore François Coppée parmi vingt-deux académiciens, qui, tous, préfèrent, en pleine affaire Dreyfus, l’honneur national au respect de l’individu. La Ligue se présente indépendante et située au-dessus des partis, évite de joindre ses voix au dénigrement antisémite explicite, mais réagit à la fondation précédente de la Ligue des droits de l'homme qui défend l’honneur de Dreyfus. Elle sera dissoute en 1904.
Le dossier sur le projet de cirque municipal, déjà proposé durant le précédent mandat du maire, lui prend beaucoup de temps. Il s'y investit fortement, malgré les critiques sur la construction en dur d'un tel édifice. Il fait aboutir son projet et, le 23 juin 1889, prononce le discours d'inauguration.
Chevalier de la Légion d'honneur depuis le 9 août 1870, Jules Verne est promu au grade d'officier le 19 juillet 1892, non pas pour ses qualités d'écrivain, mais pour son dévouement de conseiller municipal. Il est décoré le 11 octobre suivant par le préfet de la Somme.
Le 27 août 1897, son frère Paul meurt des suites de troubles cardiaques dont il souffrait depuis longtemps. Verne reste prostré et refuse tout déplacement. Il écrit à son neveu Maurice :
« Mon cher Maurice,
Je reçois à l'instant la dépêche m'annonçant la mort de mon pauvre frère, mort prévue, mais bien affreuse. Jamais je n'aurais pensé lui survivre. Je ne vais pas bien du tout. Depuis le jour du mariage de ta sœur, j'ai eu indigestion sur indigestion, et je ne tiens pas debout.
Je t'écris à la hâte, et t'envoie toutes nos condoléances pour ta mère et toute ta famille.
Ton oncle affectionné
Jules Verne
8 h du soir
Je crains bien qu'il me soit impossible d'aller à Paris ! ».
Le 24 novembre 1898, il démissionne de la Société de géographie.

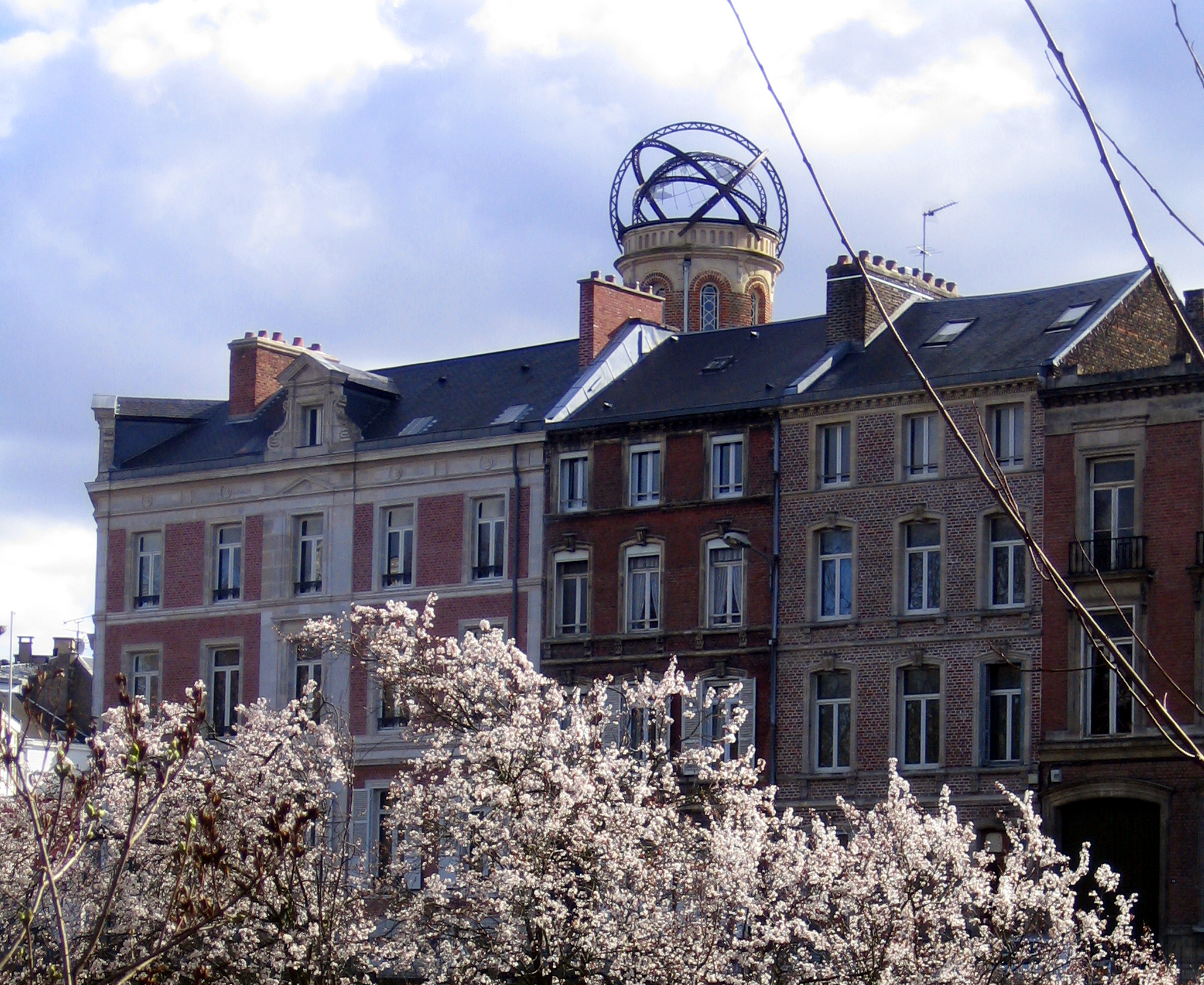
Maison de Jules Verne, rue Charles Dubois à Amiens, avec la tour en brique surmontée d'une sphère armillaire, sculpture métallique de François Schuiten réalisée en 2005.

Jules Verne travaille pendant plusieurs années avec Adolphe d'Ennery à l'adaptation au théâtre du roman. Les deux hommes finissent par se disputer et la collaboration cesse. En 1899, après la mort de D'Ennery, Pierre Decourcelle, neveu de ce dernier, et Ernest Blum sont envisagés pour reprendre avec Jules Verne le projet, mais il ne verra jamais le jour. Jules Verne envisage de transposer l'action en Perse et la pièce prend alors le nom de Likao. Finalement, c'est Jules Mary qui est choisi pour collaborateur et un traité est signé avec le directeur du théâtre du Châtelet Émile Rochard pour les représentations. Mais Rochard est remplacé par Alexandre Fontanes à la direction du théâtre. Celui-ci fait monter Les Cinq Sous de Lavarède de Paul d'Ivoi, qui se déroule au Japon et en Chine. À Likao, Fontanes préfère aussi faire monter L'Archipel en feu de Charles Samson et Georges Maurens, projet qui ne verra non plus jamais le jour. Les différentes étapes manuscrites de l'adaptation des Tribulations n'ont jamais été retrouvées.
En 1900, Verne quitte l'hôtel particulier qu'il loue rue Charles-Dubois et réintègre la maison dont il est propriétaire depuis septembre 1873 au 44 boulevard de Longueville. L'appartement, moins spacieux, lui permet d'y vivre plus facilement. Il y garde ses habitudes : un cabinet de travail et sa bibliothèque attenante. Toujours la même table sur laquelle il écrit depuis trente ans. L'écrivain avoue à un visiteur, Robert Sherard : « La cataracte a eu mon œil droit, mais l'autre est encore assez bon ».
En 1902, il sent ses forces intellectuelles diminuer. À une demande du directeur de l'Académie d'Amiens, il répond : « Vous me demandez d'écrire quelque chose pour l'Académie. Oubliez-vous donc qu'à mon âge les mots s'en vont et les idées ne viennent plus. »
Il n'écrit pratiquement plus mais confie à Robert H. Sherard qu'il a beaucoup d'avance et que ce n'est pas si grave qu'il doive travailler lentement. En effet, dès 1892, Verne tient une liste des romans écrits et les corrige au fur et à mesure de leur parution. Malgré tout, il accepte la présidence du Groupe espérantophone d'Amiens. Ardent défenseur de cette toute jeune langue internationale, il promet à ses amis d'écrire un roman où il décrira les mérites de l'espéranto. Il commence la rédaction de Voyage d'études vers la fin de l'année. Mais, épuisé, il pose sa plume au bout de six chapitres : lorsqu'il entama la rédaction de ce roman en juillet 1903 sur la base d'une trame détaillée, Jules Verne avait en effet situé l'action au Congo. La presse, à la suite d'Edmund Dene Morel, se faisant l'écho en juillet et août 1903 de graves exactions contre les populations indigènes, Jules Verne suspend sa rédaction. Le brouillon sera repris par son fils Michel, mais l'œuvre finale (L'Étonnante Aventure de la mission Barsac) ne fera pas allusion à l'espéranto.

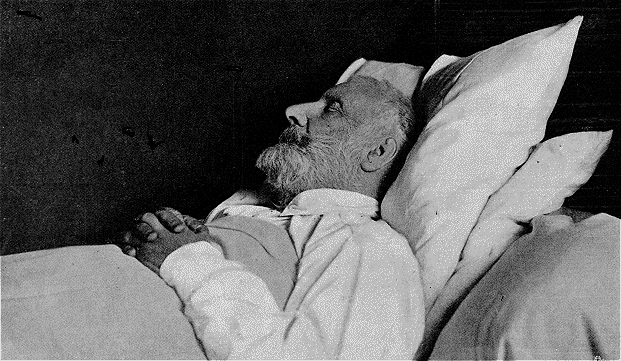
Jules Verne sur son lit de mort (1905).

Le diabète, qui attaque son acuité visuelle, l'anéantit petit à petit. Après une sévère atteinte vers la fin de 1904, une nouvelle crise le terrasse, le 17 mars de l'année suivante.
Jules Verne s'éteint le 24 mars 1905 à Amiens, dans sa maison du 44 boulevard Longueville (aujourd'hui boulevard Jules Verne). Ses obsèques, célébrées à l'église Saint-Martin d'Amiens, attirent une foule de plus de cinq mille personnes. Plusieurs discours sont prononcés, notamment celui de Charles Lemire pour la Société de géographie. L'empereur Guillaume II envoie le chargé d'affaires de l'ambassade d'Allemagne présenter ses condoléances à la famille et suivre le cortège. Ce jour-là, aucun délégué du gouvernement français n'était présent aux funérailles. L'écrivain est inhumé au cimetière de la Madeleine à Amiens. Sa tombe en marbre est réalisée en 1907 par le sculpteur Albert Roze. Intitulée « Vers l'Immortalité et l'Éternelle Jeunesse », elle représente l'écrivain (ou l'allégorie de son œuvre) soulevant la pierre brisée de sa sépulture en écartant le linceul qui le drape, le bras tendu vers le ciel. La tombe est vraisemblablement inspirée par la lettre d'Achille Moullart (1830-1899), directeur de l'Académie d'Amiens, qui lors de la réception de Jules Verne à l'Académie avait écrit : « Un grand peuple est tombé au dernier degré de l'abaissement, et à quelque temps de là, quand ses ennemis et ses envieux chantaient un de profundis ironique sur la tombe où ils le croyaient enseveli, on l'a vu soulever peu à peu la pierre, sortir de son linceul et apparaître plus vivant et plus fort ».

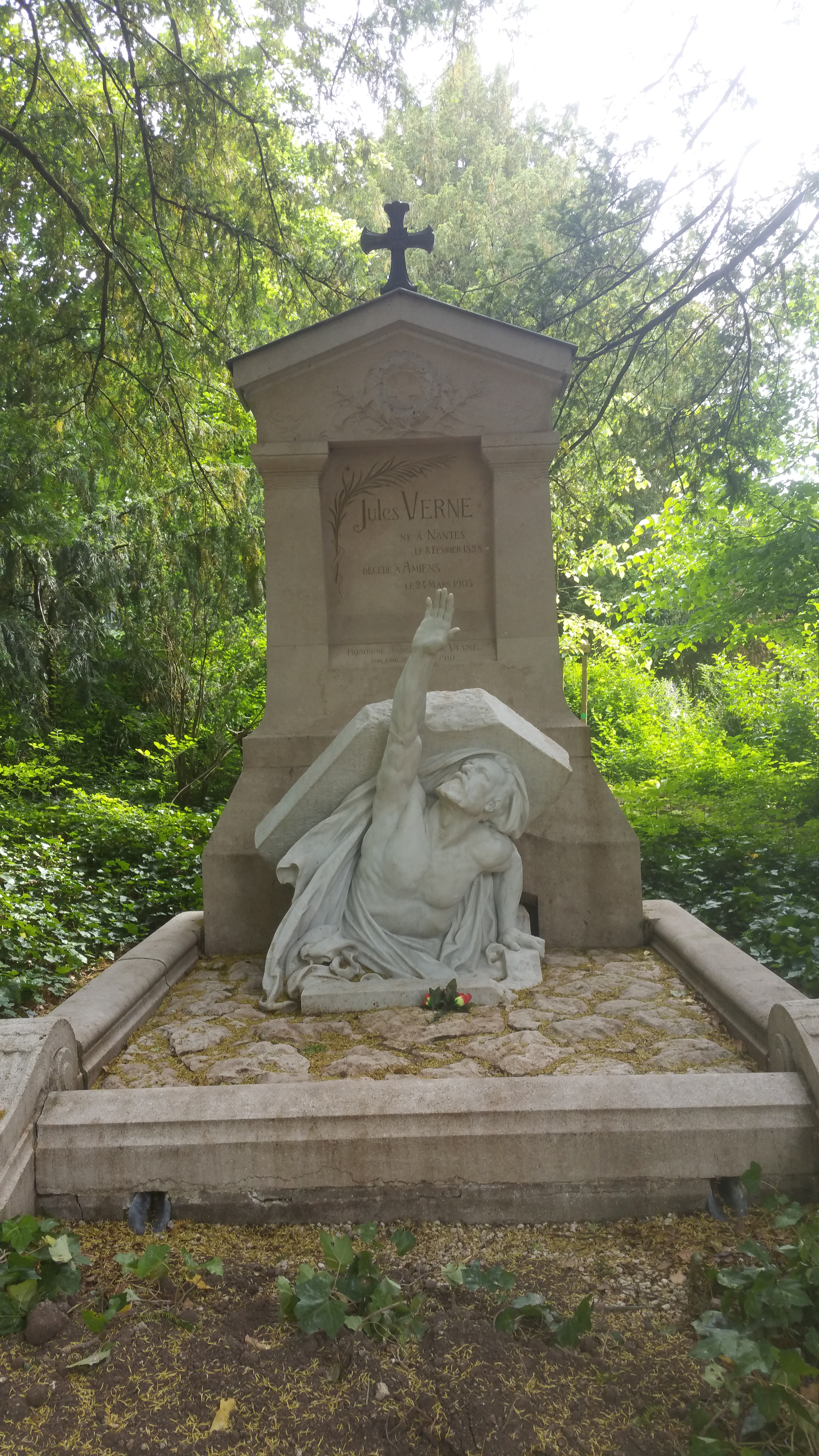
Tombeau de Jules Verne au cimetière de la Madeleine d'Amiens.

Honorine Verne rejoint son mari, cinq ans après, le 29 janvier 1910.
Sept romans de Jules Verne et un recueil de nouvelles paraîtront après sa mort, publiés par son fils Michel Verne, qui prendra la responsabilité de remanier les manuscrits. En 1907, un huitième roman, L'Agence Thompson and Co., sera entièrement écrit par Michel, mais paraîtra sous le nom de Jules Verne.

## Postérité
Les romans de Jules Verne seront fréquemment adaptés au cinéma et à la télévision, leur récit à grand spectacle se prêtant particulièrement aux productions hollywoodiennes. Il en est de même de la bande dessinée.
Ses personnages sont des icônes de l'imaginaire populaire (tels Phileas Fogg, le capitaine Nemo ou Michel Strogoff). De nombreux navires portent ou ont porté son nom et de nombreux événements lui sont dédiés, parmi lesquels :
- Le premier exemplaire de l'ATV, un vaisseau inhabité développé par l'Europe pour ravitailler la Station spatiale internationale, a été baptisé Jules Verne[310].
- Trois sous-marins de l'US Navy ont porté le nom de Nautilus en hommage à Jules Verne. Le troisième l'USS Nautilus fut le premier à propulsion nucléaire.
- L'association française Jules Verne Aventures est dédiée à la redécouverte de la planète et la sensibilisation du public à la préservation des espèces menacées.
- Le Trophée Jules-Verne est une compétition dans laquelle un équipage doit réaliser à la voile, sans escale et sans assistance, le tour du monde en moins de 80 jours.
- En 2012, la Monnaie de Paris édite une pièce de dix euros en argent avec l'avers à son effigie, pour la collection « Euros des régions » où Verne représente la Picardie, région où il a vécu la fin de ses jours.

Vladimir Poutine affirme en 2005 qu'« il est rare de trouver aujourd'hui en Russie quelqu'un qui, enfant, ne se soit pas passionné pour Jules Verne ou Dumas ».
Entre autres, en France, la Société Jules-Verne, fondée en 1935 et le Centre international Jules-Verne, fondé en 1971, regroupent une importante communauté de chercheurs dits Verniens travaillant à la mise en valeur et au développement scientifique des recherches sur Jules Verne. Ces deux organismes publient le Bulletin de la Société Jules-Verne et la Revue Jules Verne. Aux États-Unis existent la North American Jules Verne Society et la revue en ligne Verniana, bilingue, et en Amérique latine la Sociedad Hispánica Jules Verne qui édite la revue Mundo Verne. D'autres associations, moins importantes, existent aussi dans différents pays, comme la Pologne ou les Pays-Bas.
Deux musées lui sont consacrés, la Maison de Jules Verne à Amiens et le Musée Jules-Verne à Nantes.
Le 26 avril 2002, une statue de Jules Verne est installée au musée Grévin de Paris.
En 2005, une exposition intitulée Jules Verne, le roman de la mer lui est consacrée au Musée national de la Marine à Paris.
En 2015, Jules Verne est le vingt-troisième personnage le plus célébré au fronton des 67 000 établissements publics et établissements privés conventionnés français : pas moins de 230 écoles, collèges et lycées lui ont donné son nom, derrière Joseph (880), Jules Ferry (642), Notre-Dame (546), Jacques Prévert (472), Jean Moulin (434).
Par ailleurs, une rue parisienne longue de 142 mètres, située entre le 21 rue de l'Orillon et le 98 Faubourg du-Temple, porte son nom, comme la rue la plus fréquentée de Port-Joinville sur l'île d'Yeu. Au total, Arnaud Wajdzik, journaliste à Ouest-France en 2020 ne parvient pas à en faire le décompte.
Il existe aussi une rue Jules Verne à Öskemen au Kazakhstan ainsi qu'un complexe résidentiel Jules Verne « ЖИЛОЙ КОМПЛЕКС ЖЮЛЬ ВЕРН » à Nijni Novgorod. Toujours à Nijni Novgorod, un monument représentant l'écrivain debout dans la nacelle d'un ballon a été érigé sur le quai Nikolaï Mikhaïlovitch Fedoroski (ru).
En 2022, le musée de Nantes organise une exposition autour du cent-cinquantenaire du Tour du Monde.

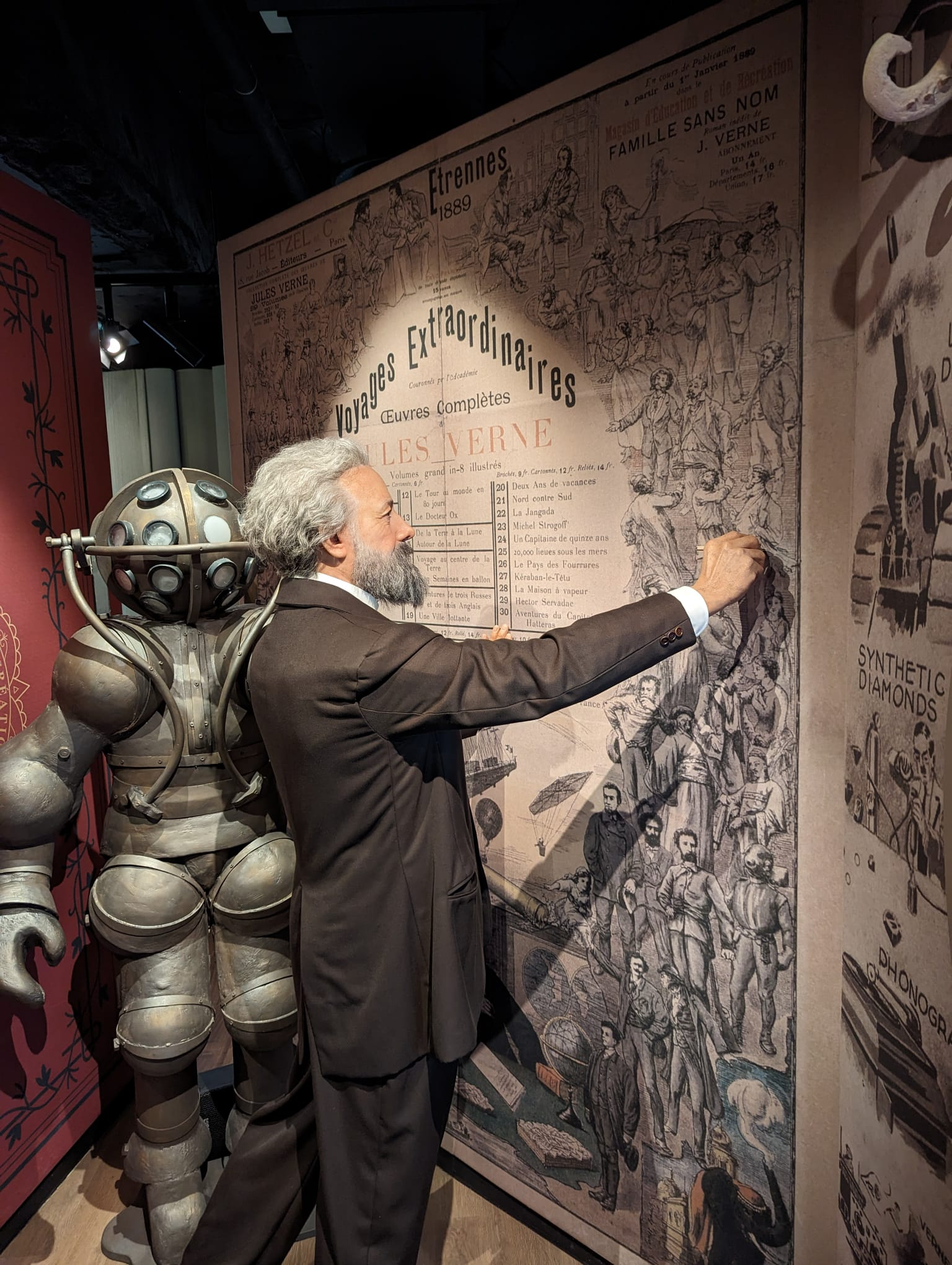
Statue de Jules Verne au Musée Grévin.
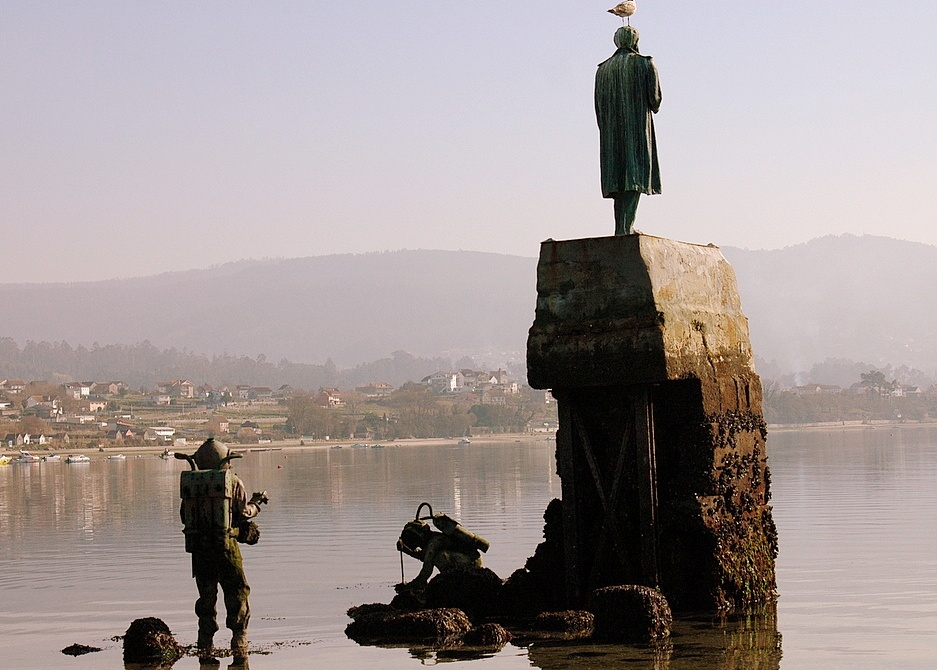
Monument Jules Verne à Redondela, en Espagne.
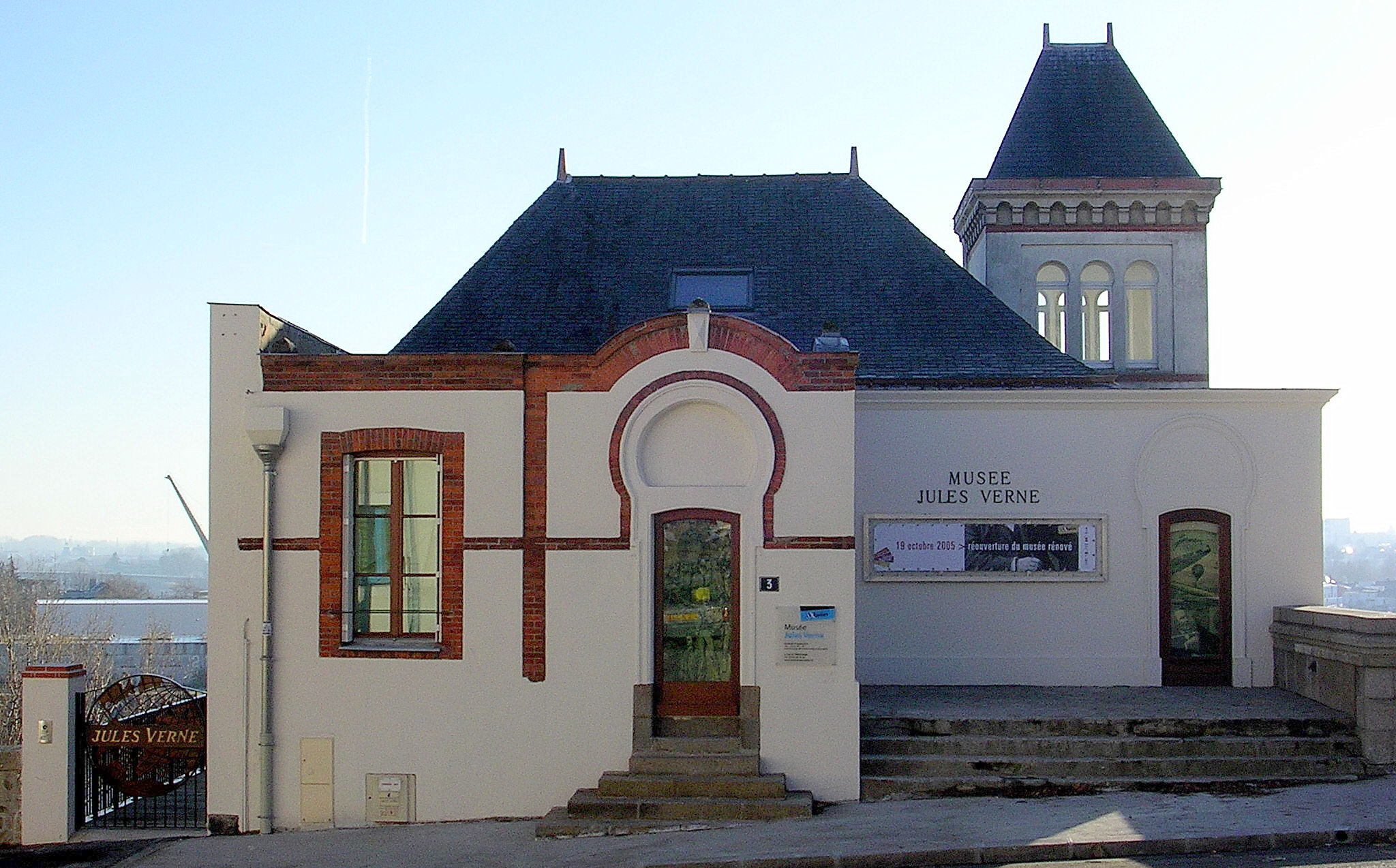
Musée Jules-Verne à Nantes.
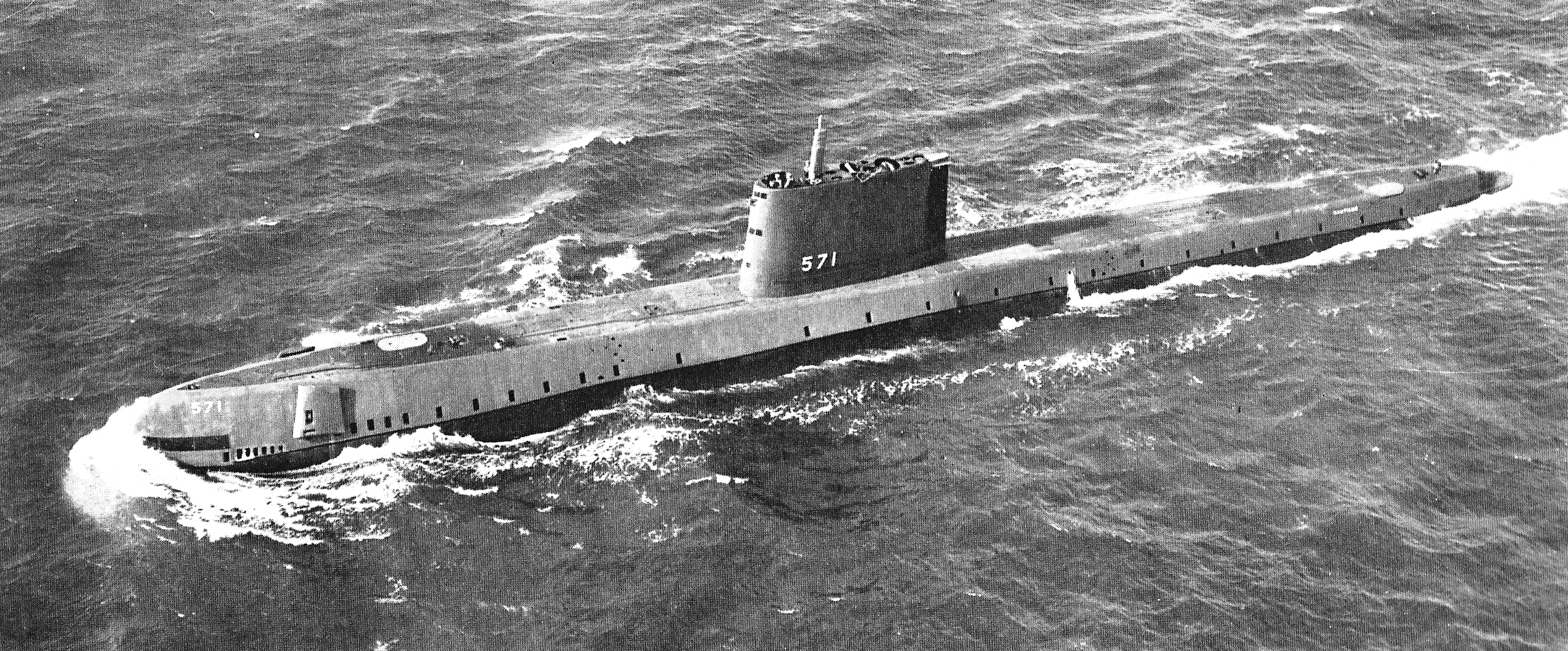
L'USS Nautilus lors d'un essai.

### Adaptations au cinéma

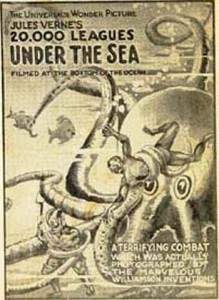
20 000 Leagues under the Sea par Stuart Paton (1916)

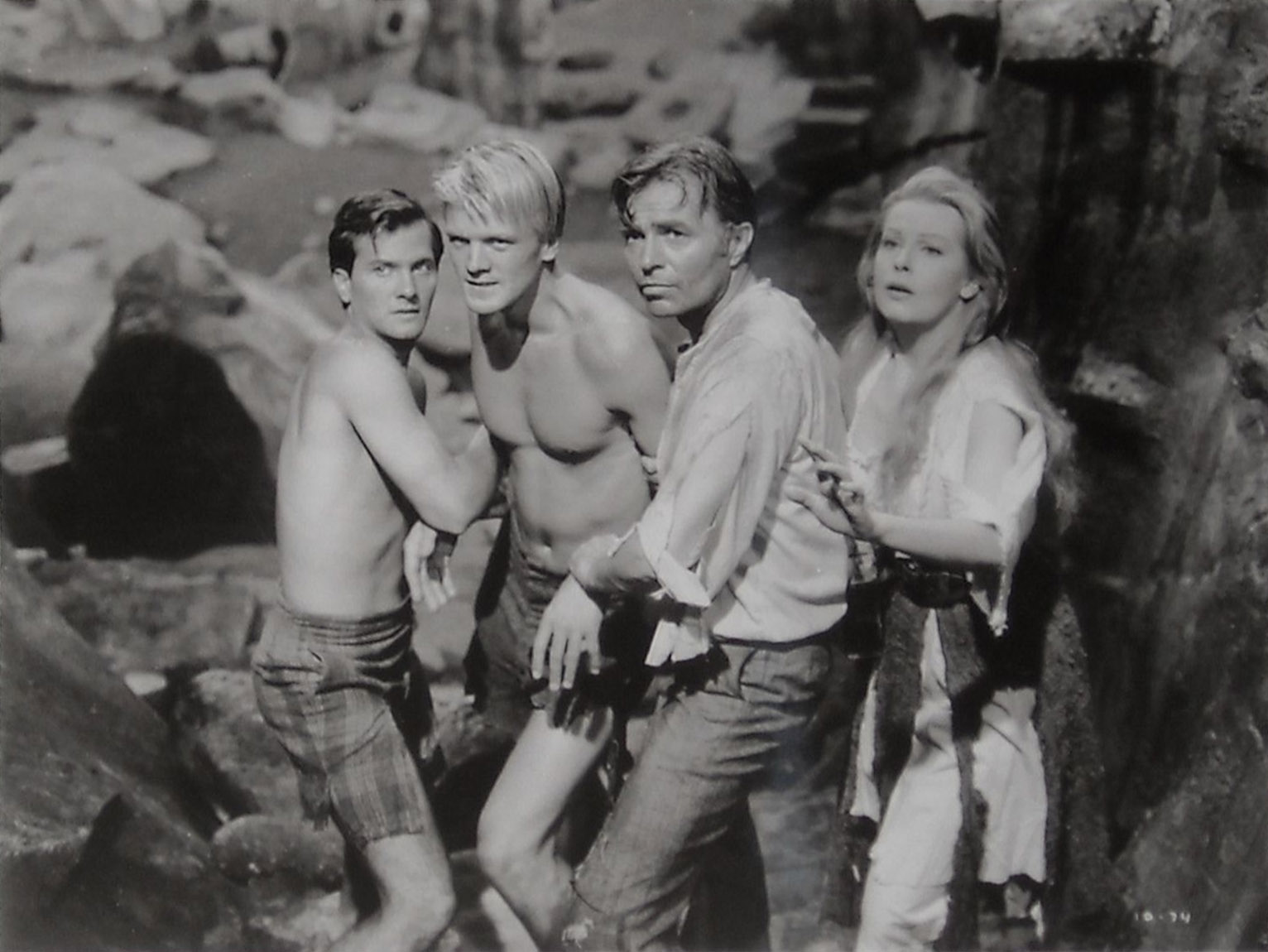
Pat Boone, Peter Ronson, James Mason et Arlene Dahl dans Journey to the Center of the Earth, 1959

Dès le début du XXe siècle, l'œuvre de Jules Verne a fortement inspiré le cinéma. Avec plus de trois cents adaptations au cinéma et à la télévision réalisées dans le monde, dont une centaine à Hollywood, Jules Verne est le quatrième auteur le plus porté à l'écran, après Shakespeare, Dickens et Conan Doyle.
Le Tour du monde en 80 jours est un des romans les plus adaptés. Dès 1913, il l'est en Allemagne par Carl Werner puis en 1919 par Richard Oswald. Un serial librement adapté par Reeves Eason et Robert Hill est tourné en 1923 : Around the World in 18 days où, à travers douze épisodes William Desmond et Laura La Plante se promènent en dix-jours en utilisant toutes sortes de moyens de locomotion. En 1956, le succès est immense pour Le Tour du monde en quatre-vingts jours de Michael Anderson produit par Michael Todd et en 1963, est créée la parodie The Three Stooges Go Around the World in a Daze. Parmi les nombreuses adaptations du roman, citons encore un téléfilm de Pierre Nivollet en 1975, le documentaire Autour du monde avec Douglas Fairbanks (1931), l'adaptation très libre de Frank Coraci Around the World in 80 Days en 2004, la mini-série du même nom de Buzz Kulik en 1989 ou encore le dessin-animé nippo-espagnol La Vuelta al Mundo de Willy Fog en 1981.
Du vivant même de l'auteur, Ferdinand Zecca réalise en 1901 Les Enfants du capitaine Grant. Ce roman est de nouveau adapté en 1913 par Henry Roussel puis en Union soviétique, en 1936, Vladimir Vaïnchtok en réalisent la première version parlante et en 1962 Walt Disney Pictures produit une autre adaptation réalisée par Robert Stevenson avec Maurice Chevalier qui prête ses traits à Jacques Paganel.
Le propre fils de l'écrivain, Michel crée la Société Le Film Jules Verne en 1912 et signe en parallèle un contrat avec la société d'édition Éclair Films. Il leur cède les droits d'adaptation de huit romans de son père, prend part au tournage des Enfants du Capitaine Grant (1914) et supervise Les Indes noires en 1916-1917 avant de résilier son contrat avec Éclair en août 1917. Il s'associe alors avec un homme d'affaires, Jules Schreter, pour développer sa société. En 1918-1919, il réalise ainsi : L'étoile du Sud, Les 500 millions de la Bégum et La Destinée de Jean Morénas. La société Le Film Jules Verne est vendue en 1932 au producteur Alexander Korda et à la London Films puis cesse ces activités en 1966.
Avec plus ou moins de fidélité aux romans d'origine et plus ou moins de réussite, les projets d'adaptation se multiplient dès la période du cinéma muet, parmi lesquels certains feront date comme ceux de Georges Méliès dont le plus célèbre est Le Voyage dans la Lune (1902), comme Vingt Mille Lieues sous les mers de Stuart Paton en 1916, comme Michel Strogoff de Victor Tourjanski en 1926.
Avec le cinéma parlant, l'œuvre de Jules Verne sera une source d'inspiration durable pour le cinéma hollywoodien qui en produira régulièrement des adaptations : Vingt Mille Lieues sous les mers de Richard Fleischer (1954), film qui connaîtra une redistribution en 1963 et une autre en 1971, marquera le début d'un cycle d'adaptations verniennes qui durera plus de dix-sept ans dont Tour du monde en quatre-vingts jours par Michael Anderson (1956), Voyage au centre de la Terre d'Henry Levin (1959), Le Maître du monde de William Witney d'après Maître du monde et Robur le conquérant en (1961), L'Île mystérieuse de Cy Endfield (1961), Cinq Semaines en ballon d'Irwin Allen (1962), Mathias Sandorf de Georges Lampin (1963), L'Étoile du sud de Sidney Hayers et Orson Welles (1969), Le Phare du bout du monde de Kevin Billington (1971) et en Espagne Un capitaine de quinze ans de Jesús Franco (1974), en France Les Tribulations d'un Chinois en Chine, adaptation fantaisiste de Philippe de Broca en 1965, en Tchécoslovaquie Le Château des Carpathes adaptation encore plus fantaisiste d'Oldřich Lipský en 1981.
Dans l'Union des républiques socialistes soviétiques où Jules Verne était très populaire, plusieurs romans ont été aussi adaptés au cinéma : Les Enfants du capitaine Grant en 1936 par Vladimir Vaïnchtok, L'Île mystérieuse en 1941 par Edouard Pentsline (ru), Un capitaine de quinze ans en 1945 par Vassili Jouravlev, Le Fer à cheval cassé en 1973 par Semion Aranovitch d'après Un drame en Livonie, Capitaine Nemo en 1975 par Vassili Levine (ru) d'après Vingt Mille Lieues sous les mers, À la recherche du capitaine Grant en 1985, un téléfilm en sept épisodes de Stanislav Govoroukhine, Le Capitaine du Pèlerin (ru) en 1986 par Andreï Dmitrievitch Pratchenko d'après Un capitaine de quinze ans.
Parmi tous les réalisateurs qui se sont attachés à transposer l'œuvre du romancier français à l'écran, Karel Zeman occupe une place à part. Pionnier du cinéma d'animation tchèque, Zeman réalise, entre 1955 et 1970, quatre longs métrages inspirés par la lecture des Voyages extraordinaires et les illustrations originales des éditions Hetzel : Voyage dans la Préhistoire (1955), L'Invention diabolique ou Les Aventures fantastiques (1958), Le Dirigeable volé (1968) et L'Arche de monsieur Servadac (1970). Dans une filiation revendiquée à Georges Méliès et au cinéma muet, Karel Zeman y mêle image réelle, animation et trucage.
En 2015, l'influence de Jules Verne se ferait encore sentir, selon l'universitaire américain vernien Brian Taves dans des productions du genre Ex Machina, Avengers : L'Ère d'Ultron et surtout Tomorrowland, qui témoigne de l'esprit d'exploration et de l'idéalisme qui imprègnent l'univers de l'auteur.

### Adaptations à la télévision
Le Théâtre de la jeunesse a servi lui aussi à faire connaître et à illustrer l'œuvre de Jules Verne.
- 1963 : L'Île mystérieuse réalisé par Pierre Badel.
- 1964 : Les Indes noires réalisé par Marcel Bluwal.
- 1967 : Le Secret de Wilhelm Storitz réalisé par Éric Le Hung.

Autres adaptations :
- 1974 : Deux Ans de vacances réalisé par Gilles Grangier et Sergiu Nicolaescu.
- 1975-1976 : Michel Strogoff réalisé par Jean-Pierre Decourt.

### Adaptations sur support vinyl
Les Disques Festival éditent des 33 tours avec le concours d'interprètes et de techniciens qui recréent l'univers dramatique de romans tels que De la Terre à la Lune, Autour de la Lune, L'Île mystérieuse, Michel Strogoff, Le Tour du monde en quatre-vingts jours, Le Château des Carpathes, Les Enfants du capitaine Grant. Cette collection ayant pour titre « Voyages extraordinaires. Jules Verne » remporte le Grand Prix du Disque de l'Académie du Disque Français.

### Adaptations à la radio
- 2016 : Vingt Mille Lieues sous les mers (audio : 59 minutes), librement adapté par Stéphane Michaka sur une musique de Didier Benetti, avec l'Orchestre national de France, diffusé sur France Culture et publié en livre-disque illustré par Gazhole, aux Éditions Gallimard Jeunesse[331].

### Théâtre et œuvres musicales
- 1931 : Les Tribulations d'un Chinois en Chine de Claude Farrère et Charles Méré, musique de Claude Guillon-Verne, théâtre Sarah Bernhardt
- En 1978, le compositeur Paul-Baudouin Michel composa son œuvre pour orgue Le Tombeau de Jules Verne (op. 94)[332].
- En 2015, Nicolas Nebot et Dominique Mattei créent un spectacle musical s'inspirant des personnages des œuvres de Jules Verne : Jules Verne le Musical[333],[334].

### En bandes dessinées

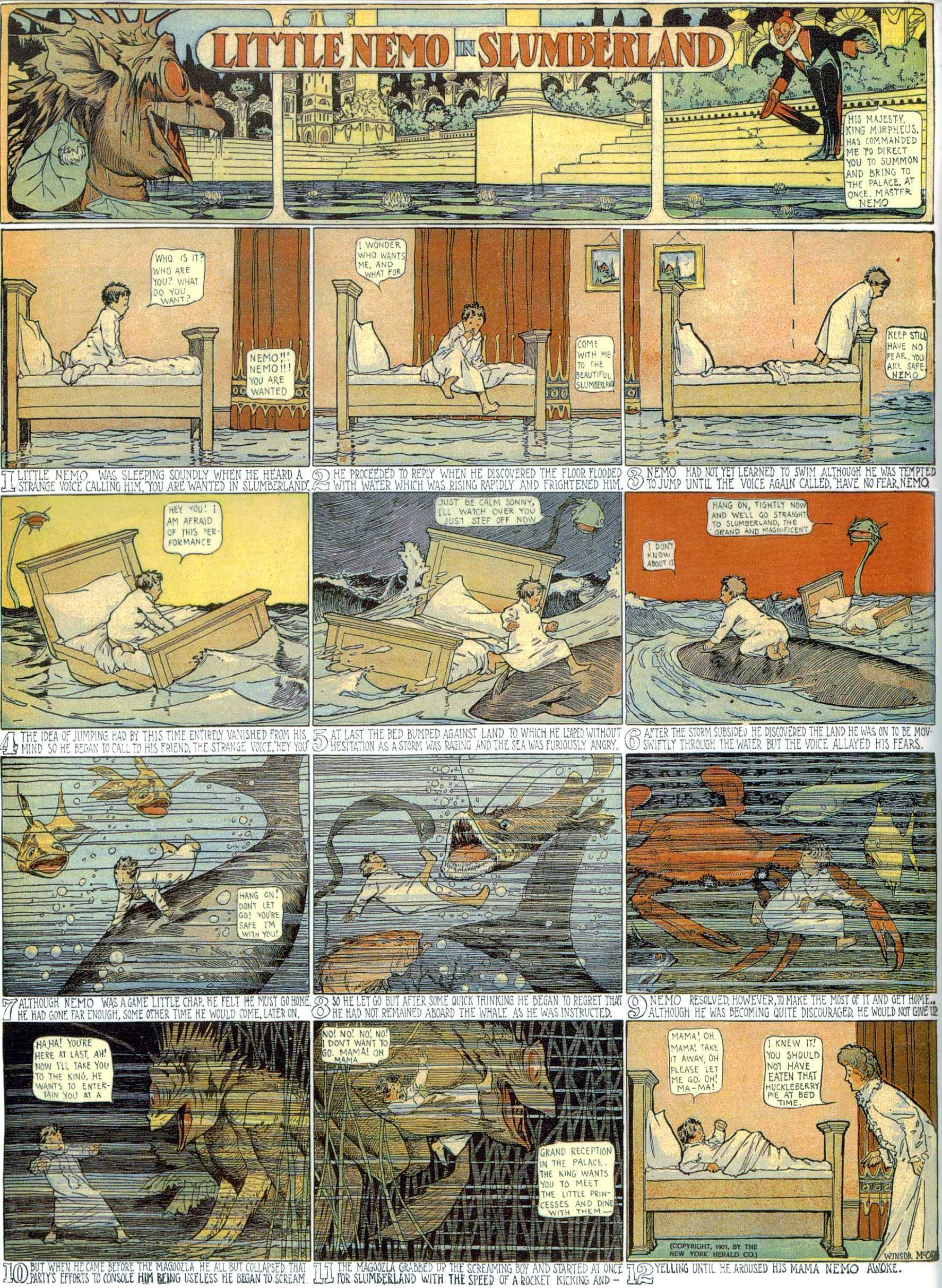
Planche de Little Nemo du 5 novembre 1905

Comme pour les arts cinématographiques ou d'animation, les adaptations en bandes dessinées et mangas sont très nombreuses. Déjà à Barcelone à la fin du XIXe siècle apparaissent des aucas (en catalan), aleluya (en espagnol), feuilles d'images monochromes sur papier blanc, vert, brun ou mauve. Ainsi la maison Sucesor de Antonio Bosch adapte Cinq Semaines en ballon, Voyage au centre de la Terre, Vingt Mille Lieues sous les mers, Aventures de trois Russes et de trois Anglais et L'Ile mystérieuse, avec des dessins copiant les gravures des éditions in-8 Hetzel. Le même éditeur publie une adaptation de De la Terre à la Lune et d' Autour de la Lune sous le titre De la Tierra al Sol pasando por la Luna dont dix-huit des quarante-huit vignettes sont issues des romans lunaires puis s'en éloignent à partir de la vignette no 19 ainsi que le texte, les héros descendant sur la Lune et y rencontrant des voyageurs d'un autre obus. Parmi d'autres aucas : Los sobrinos del Capitán Grant, tirée de la zarzuela de Miguel Ramos Carrión, Aventuras de tres Rusos y de tres Ingleses ou Veinte mil leguas de viaje submarino.
Dès 1905 Winsor McCay crée Little Nemo. Au début du XXe siècle, l'Imagerie Pellerin publie trois titres de Jules Verne : Aventures du capitaine Hatteras (série Aux armes d'Épinal no 71), Cinq Semaines en ballon (même série, no 72) et Kéraban-le-Têtu (sans nom de série, no 643). Il s'agit de planches avec des petits résumés qui accompagnent les vignettes (neuf pour Hatteras, seize pour Cinq semaines et seize pour Kéraban).
Aux États-Unis, dans la série de bandes dessinées Classiques illustrés paraissent à partir de 1946 de très nombreux romans de Jules Verne. Ils connaissent aussi dans la même série des traductions aux Pays-Bas, en Suède, au Danemark et en Grèce. Dans les années 1970, pratiquement tous les romans de Jules Verne sont adaptés en Espagne et de très nombreux en Italie.
En France, Le Journal de Mickey dans les années 1950 produit quelques adaptations et Hachette publie un intermédiaire entre les images d’Épinal et la bande dessinée avec Vingt Mille Lieues sous les mers. Autres adaptations marquantes, Le Démon des glaces de Jacques Tardi (1974), pastiche L'Île mystérieuse, Vingt Mille Lieues sous les mers et Les Mémoires d'un aventurier de François Dimberton (1989-1991). On y voit Jules, Michel et Honorine Verne accueillir à leur bord un des héros lors d'une croisière de Jules Verne.
En juillet 1979, les éditions Vaillant publient un album broché hors-série de Pif Parade intitulé Jules Verne en bandes dessinées dont la couverture parodie les cartonnages Hetzel, adaptation de cinq romans de Jules Verne : La Maison à vapeur, Maître du monde, Le Secret de Wilhelm Storitz, Sans dessus dessous et Les 500 millions de la Bégum.
L’emprunt à l’œuvre vernienne la plus criante reste Les Aventures de Tintin de Hergé où de nombreuses péripéties et de nombreux personnages sont issus de l'univers vernien,. Ainsi, par exemple, les Dupond-t ont-ils les traits des détectives Craig et Fry des Tribulations d'un Chinois en Chine, Tryphon Tournesol, ceux de Palmyrin Rosette d'Hector Servadac ou le docteur Schulze « de l'université d'Iéna » (L'Étoile mystérieuse) a pour équivalent physique et moral le docteur Schultze « de l'université d'Iéna » des Cinq cents millions de la Bégum. Les Enfants du capitaine Grant et Vingt Mille Lieues sous les mers ont de nombreux points communs avec Le Secret de La Licorne et Le Trésor de Rackham le Rouge ou encore Objectif Lune et On a marché sur la Lune rappellent De la Terre à la Lune et Autour de la Lune.
Parmi les adaptations modernes, se distinguent dans la série Les Cités obscures de François Schuiten et Benoît Peeters, La Route d'Armilia (Casterman, 1988) avec son personnage de Ferdinand Robur Hatteras et des mêmes auteurs. L'écho des cités: histoire d'un journal (Casterman, 1993), journal dont le directeur est Michel Ardan. Magic Strip publie aussi en 1986 une version moderne dramatique du Rayon vert et Jean-Claude Forest laisse une Mystérieuse : matin, midi et soir, adaptation en science-fiction de L'Île mystérieuse (1971).

## Analyse de l'œuvre

### Sources et influences
Énumérer l'ensemble des sources utilisées par Verne ne peut être exhaustif mais il est possible de remarquer qu'en grande partie son œuvre est orientée vers sa propre époque. Dans ses Souvenirs d'enfance et de jeunesse Jules Verne évoque quelques influences :

« Je connaissais déjà les termes de marine, et je comprenais assez les manœuvres pour les suivre dans les romans maritimes de Fenimore Cooper, que je ne puis me lasser de relire avec admiration. »

Il écrit aussi qu'il admire Le Robinson suisse de Johann David Wyss plus que le Robinson Crusoé de Daniel Defoe.
À Marie A. Belloc venue l'interviewer, il explique sa méthode de travail : « […] bien avant d'être romancier, j'ai toujours pris de nombreuses notes en lisant les livres, les journaux, les magazines ou les revues scientifiques. Ces notes étaient et sont toutes classées selon le sujet auquel elles se rapportent, et c'est à peine si j'ai besoin de vous dire à quel point cette documentation a une valeur inestimable ». Belloc observe que ces notes sont rangées dans des casiers en carton. Elles sont conservées à la Bibliothèque municipale d'Amiens (Fonds Piero Gondolo della Riva).
Parmi les revues qu'il utilise le plus, Le Tour du monde, le journal des voyages et le Bulletin de la Société de géographie, se distinguent. Il se documente aussi, entre autres, dans le Musée des familles, Le Magasin pittoresque, La Science illustrée, L'Univers illustré, la Revue maritime et coloniale, le Magasin d’éducation et de récréation ou encore dans La Gazette médicale de Paris.
Son œuvre littéraire entre en relation avec de nombreux auteurs comme Victor Hugo, Walter Scott, Charles Dickens, Robert Louis Stevenson, Alexandre Dumas, George Sand, Edgar Allan Poe, Guy de Maupassant, Émile Zola, Charles Baudelaire... pour ses contemporains ou Xavier de Maistre, Chateaubriand, E. T.A. Hoffmann... pour ceux qui l'ont précédé.
Dans les domaines qu'il maîtrise moins, en particulier la science, il fait appel à des proches comme Joseph Bertrand ou Henri Garcet pour les mathématiques, Albert Badoureau pour la physique ou à son frère Paul, pour la navigation.

### Style et structure narrative
« Jules Verne ! quel style ! rien que des substantifs ! »

— Guillaume Apollinaire.
Après son travail préalable de recherche sur le sujet qu'il a choisi, Jules Verne établit les principales lignes de son futur roman : « Je ne commence jamais un livre sans savoir ce que seront le début, le milieu et la fin ». Il dresse alors un plan des chapitres et commence l'écriture d'une première version au crayon « en laissant une marge d'une demi-page pour les corrections ». Il lit ensuite le tout et le repasse à l'encre. Il considère que son véritable travail commence avec le premier jeu d'épreuves. Il corrige alors chaque phrase et récrit des chapitres entiers. Les manuscrits de Jules Verne témoignent de l’important travail de corrections, ajouts, réécritures qu'il effectue et des nombreuses critiques et notes de son éditeur. Son but est de devenir un véritable styliste comme il l'écrit lui-même à Hetzel :

« Vous me dites des choses bien aimables et même bien flatteuses sur mon style qui s'améliore. Évidemment, vous devez faire allusion aux passages descriptifs dans lesquels je me déploie de mon mieux. […] je me demande si vous n'avez pas voulu me dorer un peu la pilule. Je vous assure, mon bon et cher Directeur, qu'il n'y avait rien à dorer, j'avale très convenablement et sans préparation. […] Tout ceci, c'est pour vous dire combien je cherche à devenir un styliste (c'est Jules Verne qui souligne), mais sérieux ; c'est l'idée de toute ma vie […]. »

Dans une lettre à Mario Turiello, Jules Verne précise sa méthode : « Pour chaque pays nouveau, il m'a fallu imaginer une fable nouvelle. Les caractères ne sont que secondaires ».
Jean-Paul Dekiss étudiant le style de Jules Verne écrit : « Son rapport singulier à l'éducation a fait de Jules Verne un auteur pour enfants ; l'intérêt documentaire qu'il porte à la science le fait auteur scientifique ; sa réussite dans l'anticipation, auteur de science-fiction ; l'aventure le fait classer par la critique littéraire auteur populaire de second rang ; par l'arrière-plan auquel il relègue les analyses psychosociologiques il est considéré sans profondeur ; son style transparent est transformé en style inexistant. Que de malentendus !... ».
Malgré tout, certains auteurs louent le style de Jules Verne, dont Ray Bradbury, Jean Cocteau, Jean-Marie Le Clézio, Michel Serres, Raymond Roussel, Michel Butor, Péter Esterházy et Julien Gracq, Régis Debray. Michel Leiris écrit : « Il restera, quand tous les autres auteurs de notre époque seront oubliés depuis longtemps ».
Jules Verne utilise ainsi dans les péripéties de ses romans l'histoire et la géographie, les techniques et les sciences, le tout pour produire de l'imaginaire. Il ne s'arrête pas à l'anecdote et par les connaissances, exploite ses sources pour passer au-delà du réel. « Elles donnent aux personnages et à leurs actes une transparence, une luminosité particulière qui est celle des rêves, de l'enchantement et des mythes ». Daniel Compère ajoute : « Il existe chez Verne une tendance à fictionner le réel, à projeter dans les récits et descriptions qu'il lit des personnages et des événements romanesques. Cette tendance se retrouve également dans les récits historiques que Verne a consacrés aux grands voyageurs depuis l'Antiquité jusqu'au XIXe siècle ».

### Thèmes

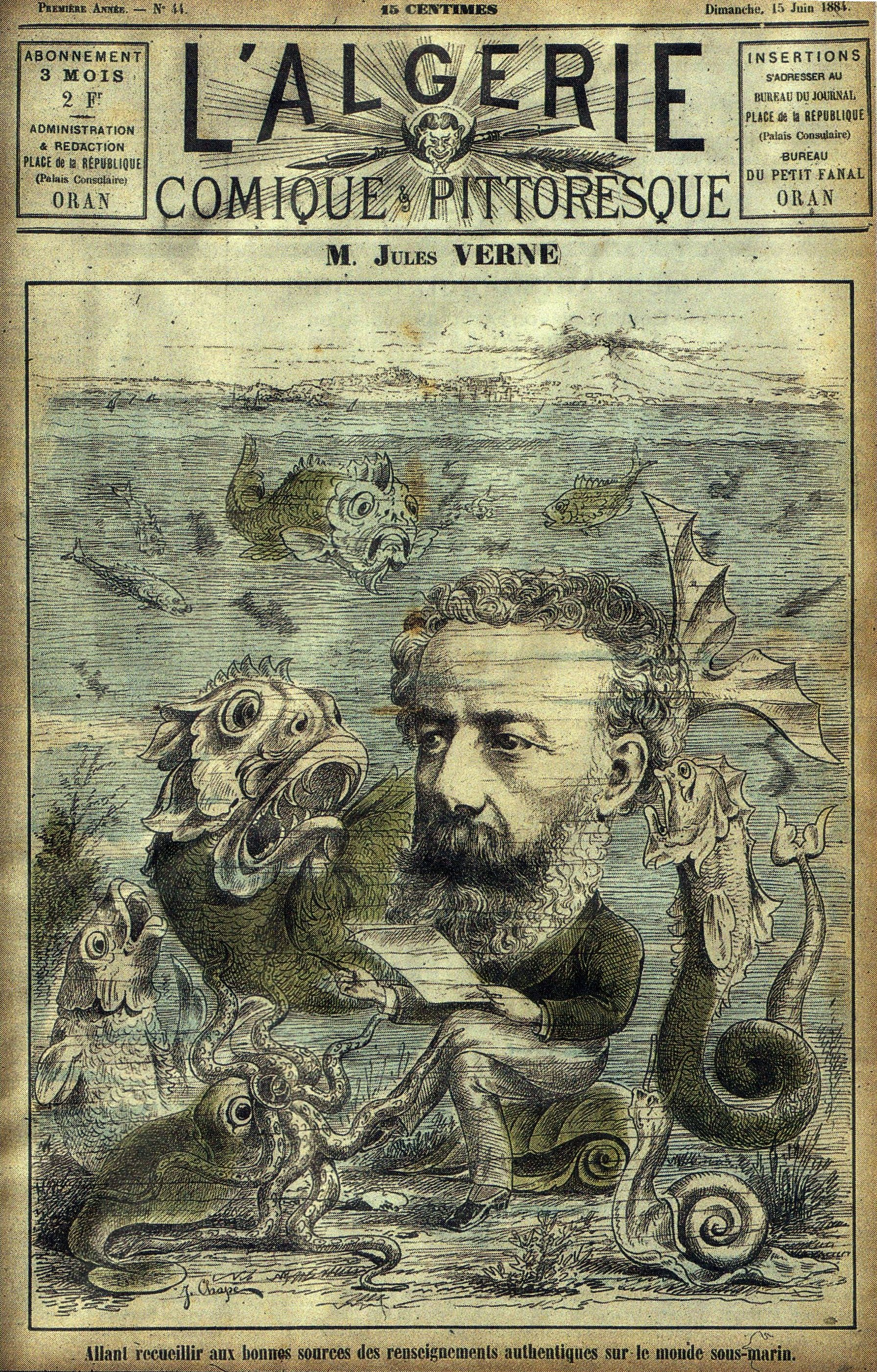
Caricature de Jules Verne « allant recueillir aux bonnes sources des renseignements authentiques sur le monde sous-marin ». Paru dans le Journal d'Oran, 1884.

Derrière une apparente diversité, ce sont les thèmes qui donnent à l'œuvre de Jules Verne une unité profonde. À peine indiqués dans certains ouvrages, dans d'autres, ils deviennent le noyau de l'histoire. Un simple exemple, ce fameux rayon vert, qui donne son titre au roman de 1882, est déjà évoqué dans des œuvres antérieures et le sera également dans des romans postérieurs. Ces fils d'Ariane assurent la cohésion à l'ensemble des écrits de Verne, toutes formes confondues (nouvelles, théâtre, Voyages extraordinaires, ébauches, poèmes).

### Personnages
Les personnages de l’œuvre de Jules Verne ont fait l'objet de plusieurs études. Parmi les principales :
- François Angelier, Dictionnaire Jules Verne. Entourage, personnages, lieux, œuvres, Pygmalion, 2006
- Maryse Ducreu-Petit, Personnage second et redoublement du personnage, in Jean Bessière, Modernités de Jules Verne, PUF, 1988, p. 139-155
- René Escaich, Personnages et caractères, in Voyage à travers le monde vernien, éditions La Boëtie, 1951, p. 149-171
- Cornelis Helling, Les personnages réels dans l’œuvre de Jules Verne, Bulletin de la Société Jules-Verne no 2, 1936, p. 68-75
- Claude Lengrand, Dictionnaire des "Voyages extraordinaires", Tome 1, Encrage, 1998, Dictionnaire des personnages, p. 75-267
- Luc Cassayre, sous la direction de Jacques Noiray. Le Système des personnages dans Les Voyages extraordinaires de Jules Verne, Thèse de doctorat en littérature française, Paris IV-Sorbonne, 1999, 671 pages en 3 volumes.
- Alexandre Tarrieu, Femmes, je vous aime (étude de caractères) (sur l'ensemble des personnages féminins de l’œuvre), Revue Jules Verne no 9, 2000, p. 71-116
  - 117 héros et personnages pour un tour des États-Unis, Revue Jules Verne no 15 (sur les personnages américains), 2003
  - Les astronomes dans l’œuvre de Jules Verne, Revue Jules Verne no 21, 2006

### Topoï antisémites et racistes
Si Jules Verne a influencé des générations de lecteurs et d'écrivains de science-fiction, son œuvre est marquée par les topoï littéraires de son époque.
Des stéréotypes antisémites sont présents dans certaines œuvres, notamment dans Hector Servadac :

« Petit, malingre, les yeux vifs mais faux, le nez busqué, la barbiche jaunâtre, la chevelure inculte, les pieds grands, les mains longues et crochues, il offrait ce type si connu du juif allemand, reconnaissable entre tous. C'était l'usurier souple d'échine, plat de cœur, rogneur d'écus et tondeur d'œuf. L'argent devait attirer un pareil être comme l'aimant attire le fer, et, si ce Shylock fût parvenu à se faire payer de son débiteur, il en eût certainement revendu la chair au détail. D'ailleurs, quoiqu'il fût juif d’origine, il se faisait mahométan dans les provinces mahométanes, lorsque son profit l'exigeait, chrétien au besoin en face d'un catholique, et il se fût fait païen pour gagner davantage. Ce juif se nommait Isac Hakhabut. »

— Hector Servadac, Chapitre XVIII

« Beaucoup de Juifs, qui ferment leurs habits de droite à gauche, comme ils écrivent, – le contraire des races aryennes. »

— Claudius Bombarnac, I
Verne applique ainsi le stéréotype du juif dans la littérature et l'imagerie populaire, dans l'esprit de l'usurier Gobseck ou du Nucingen de La Comédie humaine, du Marchand de Venise, du Shylock de Shakespeare, de ses lectures d'Alphonse Toussenel, des sources qu'il exploite aussi, ou, entre autres, du Victor Hugo des Burgraves. À la publication d'Hector Servadac, le grand rabbin de Paris, Zadoc Kahn dénonce l'antisémitisme de Verne. Son parti pris caricatural, correspondant à l'antisémitisme ambiant, avait pourtant déjà été utilisé dans sa nouvelle Martin Paz en 1852, sans qu'aucune réserve ne soit alors soulevée. Il retient vraisemblablement la leçon du rabbin et de son éditeur puisque cet aspect-là ne réapparait plus ensuite dans son œuvre. Jean-Paul Dekiss explique : « Jules Verne reprend malheureusement une image à son époque répandue et n'a pas mesuré les conséquences d'un choix aussi déplorable […] À sa décharge, s'il utilise le personnage du méchant juif pour dénoncer le rôle néfaste de l'argent, c'est au phénomène de l'usure qu'il s'attaque, non à une minorité religieuse ».
Un autre fait, touchant à la biographie de Jules Verne, peut expliquer cette caricature antisémite du personnage d'Isac Hakhabut. Au moment de la rédaction du roman, Jules Verne est aux prises avec l'affaire Olschewitz, une famille juive polonaise qui défraie la chronique en déclarant que l'auteur des Voyages extraordinaires se nomme en réalité Julius Olschewitz. Cette affaire l'exaspère. Il cherche alors à prouver son origine catholique : « Étant breton, je suis par raison, par raisonnement, par tradition de famille chrétien et catholique romain. » (lettre à Madame Antoine Magnin). On en trouve aussi de nombreux échos dans sa correspondance avec son éditeur. De plus, à la même époque Jules Verne se considérait spolié (à tort) par Jacques Offenbach pour la féerie Voyage dans la Lune, et (à raison) par Adolphe d'Ennery, pour les droits de l'adaptation du Tour du monde en 80 jours, tous les deux de confession israélite. Par ailleurs, Verne détestait se rendre à Antibes dans la villa de son collaborateur, qui menait une vie assez dissolue aux yeux de l'écrivain. Le manuscrit d'Hector Servadac contient ainsi des précisions qui ciblent sans ambiguïté D'Ennery, mais qui ont disparu de la version publiée.
Verne a d'abord été anti-dreyfusard avant de changer d'avis. Ayant de nombreux membres de sa famille dans l'armée, tel le général Georges Allotte de La Fuÿe, son cousin germain, modèle du personnage d'Hector Servadac, qui a lu et corrigé le roman du même nom, ce soutien peut se comprendre. À Louis-Jules Hetzel il écrit par exemple au sujet de l'affaire Dreyfus : « Que sera ce jour de l'an au milieu de l'anarchie morale où notre pauvre pays est tombé ? Je ne sais guère. Mais c'est tout simplement abominable, et je ne saurais trop vous dire à quel point j'ai été surpris et chagriné de l'intervention de Poincaré il y a quelques semaines. Et comment tout cela finira-t-il ? » et quelques mois plus tard au lendemain du vote de la Chambre d'une loi dite de dessaisissement attribuant à la Cour de cassation la décision à prendre pour la révision du procès de Dreyfus : « Moi, qui suis anti-dreyfusard dans l'âme, j'approuve, c'est ce qu'il y avait de mieux à faire sur la question de la révision. Mais je comprends de moins en moins l'attitude de notre Poincaré ». Raymond Poincaré, qui en 1896, avait été l'avocat de Jules Verne et de Louis-Jules Hetzel dans une affaire en diffamation (l'inventeur Eugène Turpin s'étant reconnu dans le personnage de Thomas Roch du roman Face au drapeau) où l'accusateur fut, à tort, débouté, dreyfusard, protestait contre cette décision qui introduisait l'arbitraire.
Progressivement, et les preuves s'accumulant, Jules Verne change d'avis. Michel Verne ardent dreyfusard n'est sans doute pas étranger à ce changement de cap. Au même moment, Jules Verne rédige Les Frères Kip dans lequel des innocents sont condamnés au bagne.
Jules Verne, bien qu'anti-colonialiste, reprenant les sources qu'il emploie, n'échappe pas aux préjugés de son époque :

« Mais ces indigènes, demanda vivement Lady Glenarvan, sont-ils ?…

— Rassurez-vous, madame, répondit le savant […] ces indigènes sont sauvages, abrutis, au dernier échelon de l'intelligence humaine, mais de mœurs douces, et non sanguinaires comme leurs voisins de la Nouvelle-Zélande. S'ils ont fait prisonniers les naufragés du Britannia, ils n'ont jamais menacé leur existence, vous pouvez m'en croire. Tous les voyageurs sont unanimes sur ce point que les Australiens ont horreur de verser le sang, et maintes fois ils ont trouvé en eux de fidèles alliés pour repousser l'attaque des bandes de convicts, bien autrement cruels. »

— Les Enfants du capitaine Grant, deuxième partie, chapitre IV
L'œuvre de Jules Verne, comme celle de la plupart des auteurs de l'époque, marque quelquefois une condescendance voire un parfait mépris envers les « sauvages » ou « naturels » :

« Quelques minutes après, le Victoria s’élevait dans l’air et se dirigeait vers l’est sous l’impulsion d’un vent modéré.

« En voilà un assaut ! dit Joe.

— Nous t'avions cru assiégé par des indigènes.

— Ce n'étaient que des singes, heureusement ! répondit le docteur.

— De loin, la différence n’est pas grande, mon cher Samuel.

— Ni même de près, répliqua Joe. »

— Cinq Semaines en ballon, chapitre XIV
Cependant, Jean Chesneaux et Olivier Dumas, ont remarqué chacun de leur côté que : « Ce racisme de Jules Verne, son attitude méprisante, s'applique davantage aux couches dirigeantes et aux aristocraties tribales qu'aux peuples d'Afrique et d'Océanie dans leur ensemble. Ce qu'il dénonce le plus volontiers, comme typique de la « barbarie » africaine, ce sont les hécatombes rituelles à l'occasion des funérailles d'un souverain, tel le roitelet congolais dans Un capitaine de quinze ans (seconde partie, chapitre 12) ou les immolations massives de prisonniers en l'honneur de l'intronisation du nouveau roi du Dahomey auxquelles met fin Robur du haut de son aéronef (p. 142) ».
Et il est vrai que ce genre de remarque reste occasionnel ; on trouve davantage de personnages de couleur présentés sous un angle positif, à l'instar de Tom, Austin, Bat, Actéon et Hercule dans Un capitaine de quinze ans (« […] on pouvait aisément reconnaître en eux de magnifiques échantillons de cette forte race […] »). Il faut ajouter les sauvages de la Papouasie dans Vingt Mille Lieues sous les mers, à propos desquels le capitaine Nemo, retiré d'une « civilisation » composée de Blancs, s'exclame : « Et d'ailleurs sont-ils pires que les autres ceux que vous appelez les sauvages ? ». Il repoussera par des charges électriques inoffensives la menace qu'ils font peser sur son équipage. Il se montrera en revanche sans pitié pour un navire européen (on saura dans L'Ile mystérieuse qu'il était britannique) qui a fait périr toute sa famille. On y apprendra aussi que le capitaine Nemo était un Hindou — donc un Asiatique —, qui participa à la Révolte des cipayes en 1857. Enfin, le colonialisme britannique en Océanie est plusieurs fois fustigé dans les Voyages extraordinaires : Les Enfants du capitaine Grant, La Jangada, Mistress Branican.
De plus, dans ces romans, Jules Verne prend nettement position contre l'esclavage, position qu'il a réaffirmée à plusieurs reprises, notamment à propos de la guerre de Sécession. C'est un militant de cette cause, ayant constamment applaudi à l'abolition de 1848. Dans ce domaine, il est de surcroît sans concession quant aux responsables et profiteurs de l'esclavage. Ainsi, notamment dans Un capitaine de quinze ans, il s'en prend aux roitelets africains qui s'adonnent à de ravageuses guerres et à de fructueuses captures suivies de mises en esclavage de leurs frères de race, tournant souvent au drame, mais aussi à l'esclavage pratiqué dans les pays musulmans en rappelant :

« L’Islam est favorable à la traite. Il a fallu que l’esclave noir vînt remplacer, dans les provinces musulmanes, l’esclave blanc d’autrefois. »

Pour autant, il n'accorde pas aux Noirs l'égalité avec les Blancs : lorsqu'ils ne sont pas des sauvages sans pitié, les Noirs sont des serviteurs, tout dévoués à leur maître, et ne prétendant pas à un autre statut. Ainsi, dans Deux Ans de vacances, le mousse Moko, du même âge que les autres enfants, est à leur entier service, et ne prend pas part au vote qui désignera le chef de la petite colonie, ni à aucun débat :

« Moko, en sa qualité de noir, ne pouvant prétendre et ne prétendant point à exercer le mandat d'électeur […] »

— Deux Ans de vacances, chapitre XVIII
Jean Chesneaux souligne le fait qu'« aucun roman vernien n'est consacré à l'expansion coloniale française proprement dite », pas plus qu'à la traite atlantique totalement ignorée. « En dépit de l'effort de compréhension envers les luttes contre le pouvoir colonial et de sa sympathie secrète pour les rebelles tels Nana-Sahib, Jules Verne n'en accepte pas moins la domination coloniale comme un fait inéluctable et acquis, mieux, comme un fait historiquement nécessaire ». Mais d'autres chercheurs ont contredit ces propos en prenant entre autres l'exemple du roman L'Invasion de la mer, traitant du sujet.

## Œuvres

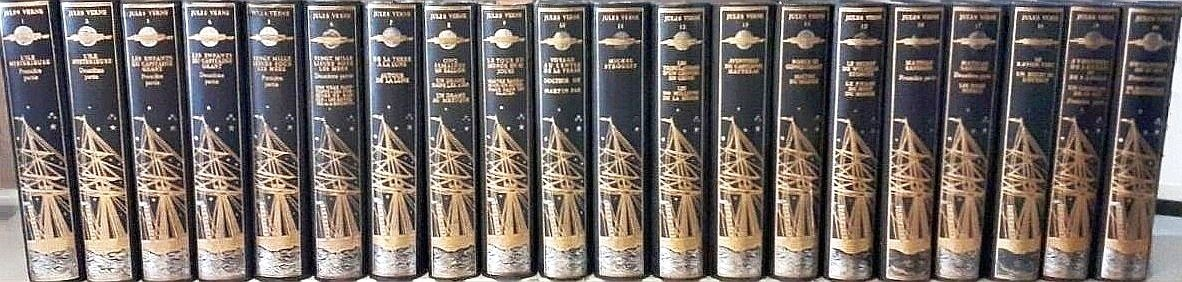
Jules Verne chez Jean de Bonnot (1976-1978).

### Romans et nouvelles publiés du vivant de l'auteur

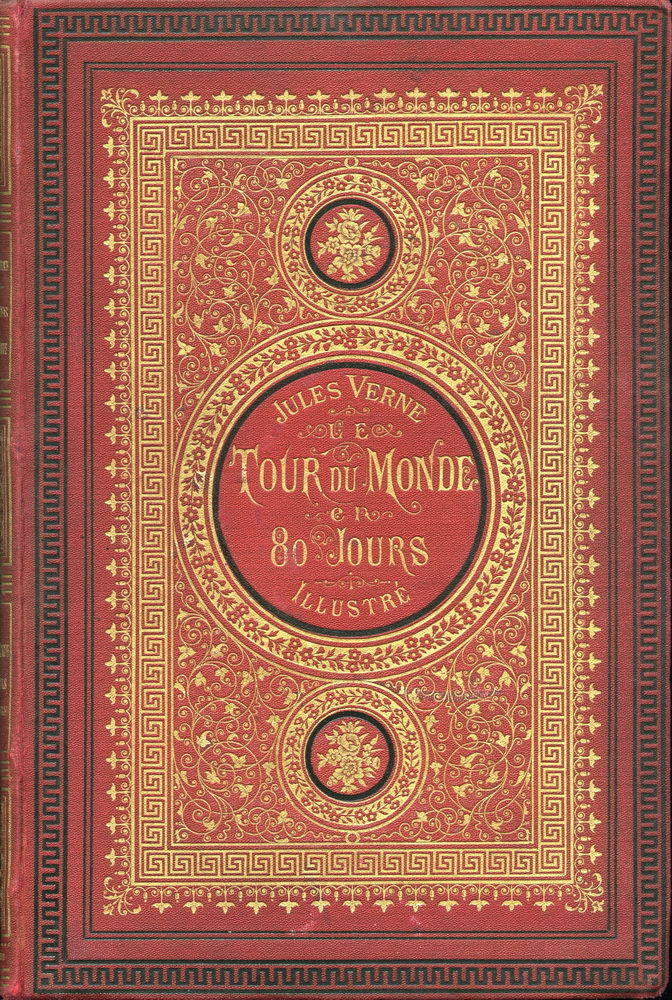
Couverture du Tour du monde en quatre-vingts jours des éditions Hetzel, en reliure de percale rouge, avec décor polychrome et gravures d'époque.

Les dates entre parenthèses indiquent la première publication.
1. Un drame au Mexique (Musée des familles, 1851)[402], publié mais modifié en 1876 à la suite de Michel Strogoff, aussi appelé Les premiers navires de la marine mexicaine
2. Un drame dans les airs (Musée des familles, 1851)[403], publié mais modifié en 1874 dans Le Docteur Ox, republié dans La Science illustrée en 1888[404]
3. Martin Paz (Musée des familles, 1852)[405], signé Jules Vernes [sic], publié en 1875 à la suite du Chancellor
4. Maître Zacharius ou l'Horloger qui avait perdu son âme (Musée des familles, 1854)[406], publié en 1874 dans Le Docteur Ox
5. Un hivernage dans les glaces (Musée des familles, 1855)[407], publié en 1874 dans Le Docteur Ox puis en volume dans la Petite bibliothèque blanche chez Hetzel, illustrée par Adrien Marie en 1878
6. Cinq Semaines en ballon (Hetzel, 1863)
7. Les Aventures du capitaine Hatteras (Magasin d'éducation et de récréation, 1864), publié en deux parties : Les Anglais au Pôle Nord (20 mars 1864-20 février 1865) et Le désert de glace (5 mars-5 décembre 1865), Hetzel, 1866.
8. Le Comte de Chanteleine (Musée des familles, 1864)[408], publié en revue seulement ; première publication en volume en 1971 chez Rencontre (Lausanne).
9. Voyage au centre de la Terre (Hetzel, 1864)
10. De la Terre à la Lune (Journal des débats, 1865)[409] puis L'Union bretonne. Moniteur de Nantes et des départements de l'Ouest (octobre 1865) et Hetzel, 1865.
11. Les Forceurs de blocus (Musée des familles, 1865)[410], publié à la suite d' Une ville flottante, Hetzel, 1871.
12. Les Enfants du capitaine Grant (Magasin d’éducation et de récréation, 1865)[411], publié chez Hetzel en trois parties : Amérique du Sud (mai 1867), Australie (juillet 1867) et Océan Pacifique (janvier 1868) et en un seul volume en juin 1868.
13. Vingt Mille Lieues sous les mers (Magasin d’éducation et de récréation, 1869)[412], publié chez Hetzel en deux parties (1869 et 1870) et en un seul volume en novembre 1871.
14. Autour de la Lune (Journal des débats politiques et littéraires, 1869)[413], suite de De la Terre à la Lune, Hetzel, 1870
15. Une ville flottante (Journal des débats politiques et littéraires, 1870)[414], Hetzel, 1871
16. Aventures de trois Russes et de trois Anglais dans l'Afrique australe (Magasin d’éducation et de récréation, 1871)[415], Hetzel, 1872
17. Une fantaisie du docteur Ox (Musée des familles, 1872)[416], puis Journal d'Amiens (1873)[417] et repris dans le volume Le Docteur Ox, Hetzel, 1874
18. Le Pays des fourrures (Magasin d'éducation et de récréation, 1872)[418], Hetzel, 1873
19. Le Tour du monde en quatre-vingts jours (Le Temps, 1872)[419], Hetzel, 1873
20. 24 Minutes en ballon (Journal d'Amiens, 1873)[420], T. Jeunet, 1873
21. L'Île mystérieuse (Magasin d’éducation et de récréation, 1874-1875)[421], publié chez Hetzel en trois volumes séparés : Les naufragés de l’air (1874), L’Abandonné (1875) et Le secret de l’île (1875) et en un seul volume intégral (1875).
22. Le Chancellor (Le Temps, 1874)[422], Hetzel, 1875
23. Une ville idéale (Mémoire de l'Académie des sciences, des lettres et des arts d'Amiens, 1875)[423], T. Jeunet, 1875
24. Michel Strogoff (Magasin d’éducation et de récréation, 1876)[424], publié chez Hetzel en deux volumes (le volume 2 étant complété de la nouvelle Un drame au Mexique) puis en un volume intégral, comprenant aussi la nouvelle, 1876
25. Hector Servadac (Magasin d'éducation et de récréation, 1877)[425], publié chez Hetzel en deux volumes puis en un volume, 1877
26. Les Indes noires (Le Temps, 1877)[426], Hetzel, 1877
27. Un capitaine de quinze ans (Magasin d'éducation et de récréation, 1878)[427], publié chez Hetzel en deux volumes, puis en un seul volume, 1878
28. Les Cinq Cents Millions de la Bégum (Magasin d'éducation et de récréation, 1879)[428], Hetzel, 1879, suivi de la nouvelle Les Révoltés de la Bounty
29. Les Tribulations d'un Chinois en Chine (Le Temps, 1879)[429], Hetzel, 1879
30. Les Révoltés de la Bounty (Hetzel, 1879)[430] puis Magasin d'éducation et de récréation, 1879[431]
31. La Maison à vapeur (Magasin d'éducation et de récréation, 1879-1880)[432], publié en deux volumes chez Hetzel puis en un, 1880
32. La Jangada (Magasin d'éducation et de récréation, 1881)[433], publié en deux volumes chez Hetzel puis en un, 1881
33. Dix Heures en chasse (Mémoires de l'Académie des sciences, des lettres et des arts d'Amiens, 1881)[434], publié dans un texte modifié à la suite du Rayon vert chez Hetzel en 1882. La première édition en volume séparé aura lieu en 1955 en Belgique[435]
34. L'École des Robinsons (Magasin d’éducation et de récréation, 1882)[436], Hetzel, 1882
35. Le Rayon vert (Le Temps, 1882)[437], Hetzel, 1882 (complété par Dix Heures en chasse)
36. Kéraban-le-Têtu (Magasin d’éducation et de récréation, 1883)[438], publié en deux volumes chez Hetzel en 1883 puis en un la même année
37. L'Étoile du Sud (Magasin d’éducation et de récréation, 1884)[439], Hetzel, 1884
38. L'Archipel en feu (Le Temps, 1884)[440], Hetzel, 1884
39. Frritt-Flacc (Le Figaro illustré, 1884-1885)[441], publié mais modifié chez Hetzel à la suite d’Un billet de loterie en 1886[442]
40. L'Épave du Cynthia (Magasin d’éducation et de récréation, 1885)[443], en collaboration avec André Laurie, Hetzel, 1885 (publié hors Voyages extraordinaires)
41. Mathias Sandorf (Le Temps, 1885)[444], publié en trois volumes par Hetzel, 1885
42. Un billet de loterie (Magasin d’éducation et de récréation, 1886)[445], Hetzel, 1886
43. Robur le Conquérant (Journal des débats politiques et littéraires, 1886)[446], Hetzel, 1886
44. Nord contre Sud (Magasin d’éducation et de récréation, 1887)[447], publié par Hetzel en deux volumes, 1887
45. Gil Braltar (Le Petit Journal, 1887)[448], repris la même année chez Hetzel à la suite du Chemin de France
46. Le Chemin de France (Le Temps, 1887)[449], Hetzel, 1887 (suivi de Gil Braltar)
47. Deux Ans de vacances (Magasin d’éducation et de récréation, 1888)[450], publié en deux volumes par Hetzel, 1888
48. Famille-Sans-Nom (Magasin d’éducation et de récréation, 1889)[451], publié en deux volumes chez Hetzel, 1889
49. La Journée d'un journaliste américain en 2889 (The Forum, 1889), en anglais[452] puis Mémoire de l'Académie des sciences, des lettres et des arts d'Amiens[453], en français dans une version modifiée sous le titre La Journée d'un journaliste américain en 2890. Le texte, sous ce dernier titre, est de nouveau repris dans Le Petit Journal du 29 août 1891[454] avant de paraître chez Hetzel en 1910 dans le volume Hier et demain sous le titre Au XXIXe siècle : la journée d'un journaliste américain en 2889 dans une version modifiée par rapport aux précédentes.
50. Sans dessus dessous (Hetzel, 1889)
51. César Cascabel (Magasin d’éducation et de récréation, 1890)[455], publié en deux volumes chez Hetzel, 1890
52. Mistress Branican (Magasin d’éducation et de récréation, 1891)[456], publié chez Hetzel en deux volumes, 1891
53. Aventures de la famille Raton (Le Figaro illustré, 1891)[457], repris chez Hetzel dans une version modifiée en 1910 dans Hier et demain
54. Le Château des Carpathes (Magasin d’éducation et de récréation, 1892)[458], Hetzel, 1892
55. Claudius Bombarnac (Le Soleil, 1892)[459], Hetzel, 1892
56. P'tit-Bonhomme (Magasin d’éducation et de récréation, 1893)[460], publié en deux volumes par Hetzel, 1893[461]
57. Monsieur Ré-Dièze et Mademoiselle Mi-Bémol (Le Figaro illustré, 1893)[462] repris chez Hetzel en 1910 dans Hier et demain
58. Mirifiques Aventures de maître Antifer (Magasin d’éducation et de récréation, 1894)[463], publié en deux volumes chez Hetzel, 1894
59. L'Île à hélice (Magasin d’éducation et de récréation, 1895)[464], publié en deux volumes par Hetzel, 1895
60. Face au drapeau (Magasin d’éducation et de récréation, 1896)[465], Hetzel, 1896
61. Clovis Dardentor (Magasin d’éducation et de récréation, 1896)[466], Hetzel, 1896
62. Le Sphinx des glaces (Magasin d’éducation et de récréation, 1897)[467], publié en deux volumes chez Hetzel, 1897
63. Le Superbe Orénoque (Magasin d’éducation et de récréation, 1898)[468], publié en deux volumes chez Hetzel, 1898
64. Le Testament d'un excentrique (Magasin d’éducation et de récréation, 1899)[469], publié chez Hetzel en deux volumes, 1899
65. Seconde Patrie (Magasin d’éducation et de récréation, 1900)[470], publié chez Hetzel en deux volumes, 1900
66. Le Village aérien (La Grande Forêt) (Magasin d’éducation et de récréation, 1901)[471], Hetzel, 1901
67. Les Histoires de Jean-Marie Cabidoulin (Magasin d’éducation et de récréation, 1901)[472], Hetzel, 1901[473]
68. Les Frères Kip (Magasin d’éducation et de récréation, 1902)[474], publié en deux volumes chez Hetzel, 1902
69. Bourses de voyage (Magasin d’éducation et de récréation, 1903)[475], publié en deux volumes chez Hetzel, 1903
70. Un drame en Livonie (Magasin d’éducation et de récréation, 1904)[476], Hetzel, 1904
71. Maître du monde (Magasin d’éducation et de récréation, 1904)[477], Hetzel, 1904
72. L'Invasion de la mer (Magasin d’éducation et de récréation, 1905)[478], Hetzel, 1905

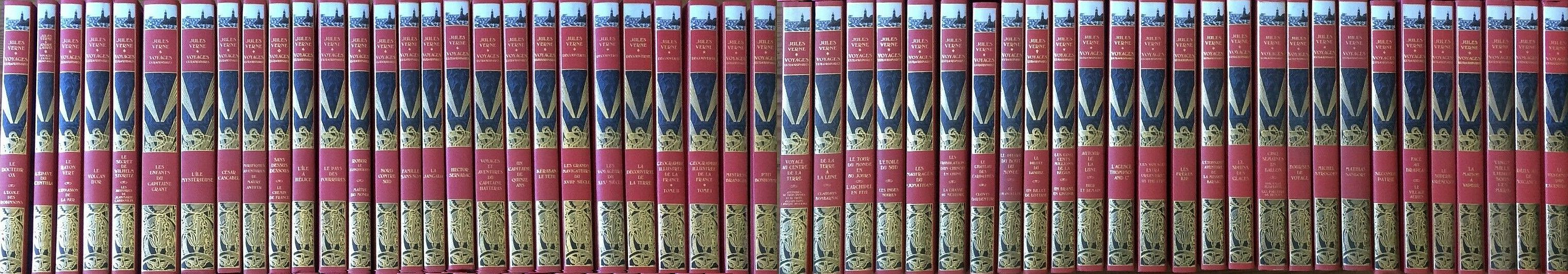
Jules Verne chez Atlas (2007-2008).

### Romans posthumes
À la mort de Jules Verne en mars 1905, plusieurs de ses manuscrits sont en attente de publication et certains ont déjà été fournis à l'éditeur. Ces romans et nouvelles ont pour la plupart été remaniés par Michel Verne, fils de l'auteur, avant leur publication. Les versions originales n'ont été publiées que plusieurs décennies plus tard. La date indiquée entre parenthèses est celle de la première publication. La date de rédaction est indiquée entre crochets.
1. Le Phare du bout du monde (Magasin d’éducation et de récréation, 1905) [29 mars-17 mai 1901][479], version remaniée par Michel Verne, Hetzel, 1905 ; première édition originale, Société Jules-Verne, 1999
2. Le Volcan d'or (Magasin d’éducation et de récréation, 1906) [1899][480], version fortement remaniée par Michel Verne, Hetzel, 1906 ; première édition originale, Société Jules-Verne, 1989
3. L'Agence Thompson and Co (Le Journal, 1907)[481], écrit par Michel Verne mais publié sous le nom de Jules Verne, Hetzel, 1908[482]
4. La Chasse au météore (Le Journal, 1908) [1901][483], version remaniée par Michel Verne, Hetzel, 1908 ; première édition originale, Société Jules-Verne, 1986
5. Le Beau Danube jaune (Le Journal, 1908) [1896][484], version fortement remaniée par Michel Verne publiée sous le titre Le Pilote du Danube chez Hetzel, 1908 ; première édition originale, Société Jules-Verne, 1988
6. En Magellanie (Le Journal, 1909) [1897-1898][485], version fortement remaniée par Michel Verne publiée en deux volumes sous le titre Les Naufragés du « Jonathan », Hetzel, 1909 ; première édition originale, Société Jules-Verne, 1987
7. Le Secret de Wilhelm Storitz (Le Journal, 1910) [1898][486], version fortement remaniée par Michel Verne, Hetzel, 1910 ; première édition originale, Société Jules-Verne, 1985
8. Édom (La Revue de Paris, 1910)[487] écrit par Michel Verne[488], publié sous le titre L'Éternel Adam et repris en 1910 dans le volume Hier et demain.
9. L'Étonnante Aventure de la mission Barsac (Le Matin, 1914)[489], écrit par Michel Verne à partir du texte inachevé de Jules Verne Voyage d'études, Hachette, 1919.

### Romans et nouvelles inédits publiés à titre posthume
La date entre parenthèses est celle de rédaction supposée du texte.
- Un prêtre en 1839 (roman, vers 1846), publié pour la première fois en 1991 dans les Manuscrits nantais
- Jédédias Jamet ou l'histoire d'une succession (nouvelle, vers 1847), publié pour la première fois en 1991 dans les Manuscrits nantais
- Pierre-Jean (nouvelle, vers 1852), non datée remaniée par Michel Verne dans La Destinée de Jean Morénas publiée en 1910 dans Hier et demain, et publiée dans sa version originale en 1991 dans les Manuscrits nantais
- Le Siège de Rome (nouvelle, vers 1854), publié pour la première fois dans San Carlos et autres récits inédits, Le Cherche-Midi éditeur, 1993
- Le Mariage de M. Anselme des Tilleuls (nouvelle, vers 1855), publié pour la première fois en 1982 dans le Bulletin de la Société Jules-Verne no 63
- San Carlos (nouvelle, vers 1856), publié pour la première fois dans San Carlos et autres récits inédits, Le Cherche-Midi éditeur, 1993
- Le Humbug (nouvelle, vers 1870), publié mais modifié par Michel Verne dans le volume Hier et demain (1910) ; première publication du texte original de Jules Verne dans le Bulletin de la Société Jules-Verne no 76, 1985
- L'Oncle Robinson (roman, 1869-1870), inachevé, ébauche de L'Île mystérieuse, publiée pour la première fois en 1991 au Cherche-Midi éditeur
- Voyage en Angleterre et en Écosse (roman, 1859), refusé par Hetzel, publié pour la première fois en 1989 sous le titre Voyage à reculons en Angleterre et en Écosse au Cherche-Midi éditeur
- Paris au XXe siècle (roman, vers 1860), roman refusé par Hetzel, publié pour la première fois en 1994 par Hachette et Le Cherche-Midi associés
- Joyeuses Misères de trois voyageurs en Scandinavie (1861), inachevé, premier chapitre d'un journal de voyage. Le seul bref fragment restant, retrouvé en 1992, a été publié pour la première fois dans une numéro spécial Jules Verne de la revue Géo en novembre 2003

### Recueils de nouvelles
- Le Docteur Ox (Hetzel, 1874), regroupe : Une fantaisie du docteur Ox, Maître Zacharius ou l'Horloger qui avait perdu son âme, Un drame dans les airs, Un hivernage dans les glaces et Quarantième ascension française au mont Blanc (ce dernier texte, de Paul Verne, est retiré des éditions suivantes).
- Hier et demain (Hetzel, 1910) regroupe : Aventures de la famille Raton, Monsieur Ré-Dièze et Mademoiselle Mi-Bémol, La Destinée de Jean Morénas, Le Humbug, Au XXIXe siècle : La journée d’un journaliste américain en 2889 et L'Éternel Adam.
- Le troisième volume des Manuscrits nantais (Le Cherche-Midi/Ville de Nantes, 1991) est un ouvrage à tirage limité regroupant des nouvelles inédites : Un prêtre en 1839, Jédédias Jamet, Le Siège de Rome, Le Mariage de M. Anselme des Tilleuls, San Carlos, Pierre-Jean et L'Oncle Robinson.
- San Carlos et autres récits (Le Cherche-Midi, 1993) comprend : Pierre-Jean, Le mariage de M. Anselme des Tilleuls, Le Siège de Rome, San Carlos, Jédédias Jamet et Voyage d'études.

### Œuvres théâtrales
Jules Verne est d'abord attiré par le théâtre, mais n'y connaîtra qu’un succès fragile jusqu'à ce que certains des Voyages extraordinaires soient portés à la scène. Plusieurs de ses pièces ont été écrites en collaboration. La date est celle de la première représentation. Est aussi mentionnée la date de première publication. Les pièces qui n'ont pas été représentées sont répertoriées dans l'article détaillé Théâtre de Jules Verne.
1. Les Pailles rompues, comédie en un acte et en vers (Théâtre-Historique, 13 juin 1850), édition : Librairie Tresse puis Beck, 1850[491]
2. La Mille et deuxième Nuit, opéra-comique en un acte de Jules Verne,musique (perdue) de Aristide Hignard, 1850
3. Les Châteaux en Californie ou Pierre qui roule n’amasse pas mousse, comédie-proverbe en un acte (Centre culturel franco-italien de Turin, 28 avril 1969), édition : Musée des familles, 1852[492]
4. Monna Lisa, comédie en un acte et en vers (Les Essarts-le-Roi, 18 et 24 juin 2000), écrite entre 1851 et 1855, édition : Cahiers de L'Herne no 25 : Jules Verne, 1974 (lu à l'Académie d'Amiens le 22 mai 1874)
5. Le Colin-maillard, comédie en un acte (Théâtre-Lyrique, 28 avril 1853), en collaboration avec Michel Carré, édition : Michel-Lévy frères, 1853
6. Les Compagnons de la Marjolaine, opéra-comique en un acte (Théâtre-Lyrique, 6 juin 1855), en collaboration avec Michel Carré, musique d'Aristide Hignard, édition : Michel-Lévy frères, 1855
7. Monsieur de Chimpanzé, opérette en un acte (théâtre des Bouffes-Parisiens, 17 février 1858), musique d'Aristide Hignard, édition : Bulletin de la Société Jules-Verne no 57 et tiré à part, 1981
8. Le Page de madame Marlborough, opérette en un acte (Folies-Nouvelles, 28 octobre 1858), signée E. Vierne, musique de Frédéric Barbier, définitivement attribuée à Jules Verne depuis 2006[493], édition : Bulletin de la Société Jules-Verne no 160, décembre 2006.
9. L'Auberge des Ardennes, opéra-comique en un acte (Théâtre-Lyrique, 1er septembre 1860), en collaboration avec Michel Carré, édition : Michel-Lévy frères, 1860
10. Onze Jours de siège, comédie en trois actes, en prose (théâtre du Vaudeville, 1er juin 1861), en collaboration avec Charles Wallut, édition : Michel-Lévy frères, 1861
11. Un neveu d’Amérique ou les deux Frontignac, comédie en trois actes (Théâtre de Cluny, 17 avril 1873), en collaboration avec Charles Wallut, remanié par Édouard Cadol, édition : Hetzel, 1873
12. Le Tour du monde en quatre-vingts jours, pièce en cinq actes et un prologue (15 tableaux) (théâtre de la Porte-Saint-Martin, 7 novembre 1874), en collaboration avec Édouard Cadol et Adolphe d'Ennery, édition : Hetzel, 1879
13. Les Enfants du capitaine Grant, pièce en cinq actes et un prologue (13 tableaux) (Théâtre de la Porte-Saint-Martin, 26 décembre 1878), en collaboration avec Adolphe d’Ennery, édition : Hetzel, 1881
14. Michel Strogoff, pièce à grand spectacle en cinq actes et 16 tableaux (théâtre du Châtelet, 17 novembre 1880), en collaboration avec Adolphe d’Ennery, édition : Hetzel, 1883
Le volume Les Voyages au théâtre (Hetzel, 1881), est une anthologie regroupant les trois pièces précédentes
15. Voyage à travers l'impossible, pièce fantastique en trois actes (théâtre de la Porte-Saint-Martin, 25 novembre 1882), en collaboration avec Adolphe d’Ennery, édition : Jean-Jacques Pauvert, 1981
16. Kéraban-le-Têtu, pièce en cinq actes et un prologue (Théâtre de la Gaîté-Lyrique, 3 septembre 1883), édition : Bulletin de la Société Jules-Verne no 85/86, 1988
17. Mathias Sandorf, pièce en cinq actes (15 tableaux) (Théâtre de l'Ambigu-Comique, 27 novembre 1887), en collaboration avec William Busnach et Georges Maurens, édition : Société Jules-Verne, 1992

### Essais et ouvrages historiques
- La Pologne. Y a-t-il obligation morale pour la France d'intervenir dans les affaires de la Pologne, écrit vers 1848 ; première publication dans Cahiers du Musée Jules Verne no 8, Nantes, 1988, p. 1-16.
- Salon de 1857 (1857)
- À propos du Géant (Musée des familles, 1863)[494] ; première édition en volume dans Textes oubliés, 10/18, 1979
- Edgard Poe et ses œuvres (Musée des familles, 1864)[495] ; première édition en volume dans Textes oubliés, 10/18, 1979
- Géographie illustrée de la France et de ses colonies (Hetzel, 1867-1868), en collaboration avec Théophile Lavallée[496], en deux volumes (1867-1868) puis un volume (1868)
- Découverte de la terre : Histoire générale des grands voyages et des grands voyageurs, en collaboration avec Gabriel Marcel, publié en trois tomes :
  - Tome 1 Les Premiers explorateurs en 1870 (en 2 volumes)[497] ;
  - Tome 2 Les grands navigateurs du XVIIIe siècle en 1879 (en 2 volumes) ;
  - Tome 3 Les voyageurs du XIXe siècle en 1880 (en 2 volumes)
- Les Méridiens et le calendrier (Bulletin de la Société de géographie, 1873)[498] ; première édition en volume dans Textes oubliés, 10/18, 1979
- La conquête économique et scientifique du globe (1888), en collaboration avec Gabriel Marcel, inachevé et toujours inédit
- Les Vieux continents, fragment d'épreuves imprimées mais non vendues (entre 1881 et 1888), inédit
- L'Ancien monde (entre 1881 et 1888), imprimé en un volume, avec illustrations prévues de Georges Roux conservées aux archives Hachette ; non commercialisé et toujours inédit
- Le Nouveau monde (entre 1881 et 1888), imprimé en un volume sans illustration (illustrations prévues de Georges Roux conservées aux archives Hachette) ; non commercialisé et toujours inédit
- Souvenirs d'enfance et de jeunesse (vers 1890), première publication en anglais dans la revue Youth's Companion de Boston le 9 avril 1891 sous le titre The Story of my Boyhood ; première publication en français : Cahiers de L'Herne no 25, 1974.

### Poèmes et chansons
Cent-quatre-vingt-quatre poésies et chansons de Jules Verne ont été répertoriées jusqu'à présent. La plupart des chansons sont parues dans deux recueils de musique d'Aristide Hignard : Rimes et Mélodies. Un grand nombre de poésies proviennent de deux cahiers de poésies manuscrites. Ces cahiers ont été édités.

### Discours (sélection) et textes divers
- Lamentations d'un poil de cul de femme (?), poésie érotique attribuée à Jules Verne dans Le Nouveau Parnasse satirique, 1881 ; première édition en volume dans Textes oubliés, 10/18, 1979 mais avec des erreurs de retranscriptions ; première édition du texte original, Revue Jules Verne no 38, 2014
- Réponse de M. Jules Verne à M. Gustave Dubois (séance du 8 janvier 1875), Mémoire de l'Académie des sciences, des lettres et des arts d'Amiens (3e série, 2e tome, 1875. Édition en volume : T. Jeunet, 1875
- Réponse au discours de réception de M. Gédéon Baril (séance du 25 juin 1875), Mémoire de l'Académie des sciences, des lettres et des arts d'Amiens 3e série, 2e tome, 1875. Édition en volume : T. Jeunet, 1875
- Réponse au discours de réception de M. Pacaut (séance du 25 mars 1881), Mémoire de l'Académie des sciences, des lettres et des arts d'Amiens 3e série, 8e tome, 1881 ; première édition en volume dans Textes oubliés, 10/18, 1979
- Discours de M. Jules Verne, Journal d'Amiens no 5930 du 24-25 juin 1889 ; première édition en volume, sous le titre Inauguration du cirque municipal d'Amiens dans Textes oubliés, 10/18, 1979
- Trop de fleurs ! Causerie, Bulletin d'horticulture de Picardie, février 1891 ; première édition en volume dans Textes oubliés, 10/18, 1979
- To my english readers, réponse en anglais à la dédicace To Jules Verne, publié en guise de préface in A Plunge into space de Robert Cromie, Frederick Warne and Co, 1891
- Réponse au discours de M. Ricquier, Mémoire de l'Académie des sciences, des lettres et des arts d'Amiens, 39e tome, 1892 ; première édition en volume dans Textes oubliés, 10/18, 1979
- Discours prononcé par M. Jules Verne à la distribution des prix du lycée de jeunes filles (29 juillet 1893), Imprimerie du Progrès, 1893
- Discours de M. Jules Verne conseiller municipal (Assemblée générale publique, au cirque, du 25 février 1894), Bulletin de la Société d'horticulture de Picardie, 14e tome, février 1894 ; première édition en volume sous le titre Le Président malgré lui dans Textes oubliés, 10/18, 1979
- Toast de M. Jules Verne, in Les Enfants du Nord. Revue littéraire, artistique et historique, 2e volume, 1894 ; première édition en volume sous le titre Toast aux « Enfants du Nord » dans Textes oubliés, 10/18, 1979
- Compte rendu des opérations de la caisse d'épargne d'Amiens (2 mai 1898), édition : T. Jeunet, 1898
- Rapport sur l'exploitation du théâtre (conseil municipal d'Amiens, séance du 29 mars 1893) ; première édition en volume dans Visions nouvelles sur Jules Verne, Centre de documentation Jules Verne, 1978
- L'Avenir du sous-marin, Popular Mechanics, 1904

### Correspondance
De très nombreuses lettres de ou à Jules Verne sont publiées dans le Bulletin de la Société Jules-Verne de sa fondation (1935) à aujourd’hui. Parmi ses correspondants : Edmondo De Amicis, Jean Chaffanjon, Alexandre Dumas fils, Adolphe d'Ennery, Félix Fénéon, Théophile Gautier, Philippe Gille, Charles Lemire, Hector Malot, Nadar, Émile Perrin, Mario Turiello, Charles Wallut, etc.
ainsi que dans les ouvrages :
- Correspondance de Jules Verne avec sa famille, Olivier Dumas, « La Manufacture », 1988.
- Correspondance de Jules Verne et de Pierre-Jules Hetzel, tome I (1863-1874), éditions Slatkine, 1999.
- Correspondance de Jules Verne et de Pierre-Jules Hetzel, tome II (1875-1878), éditions Slatkine, 2001.
- Correspondance de Jules Verne et de Pierre-Jules Hetzel, tome III (1879-1886), éditions Slatkine, 2002.
- Correspondance de Jules et Michel Verne et de Louis-Jules Hetzel (1886-1896), éditions Slatkine, 2004.
- Correspondance de Jules et Michel Verne et de Louis-Jules Hetzel (1897-1914), éditions Slatkine, 2006.

## Décoration
Jules Verne est fait chevalier de la Légion d'honneur en 1870 puis est promu officier de la Légion d'honneur en 1892.